# Thomas Jefferson
Pour les articles homonymes, voir Thomas Jefferson (homonymie) et Jefferson.
Thomas Jefferson, né le 13 avril 1743 à Shadwell (Virginie) et mort le 4 juillet 1826 à Monticello (Virginie), est un homme d'État américain, principal rédacteur de la Déclaration d'indépendance des États-Unis en 1776, gouverneur de Virginie de 1779 à 1781, puis secrétaire d'État entre 1790 et 1793, vice-président de 1797 à 1801, troisième président des États-Unis de 1801 à 1809. Bien qu'ayant des principes libéraux, il est aussi un important planteur du Sud des États-Unis, propriétaire de plusieurs centaines d'esclaves.
Né au sein d'une famille d'origine britannique, il fait ses études en Virginie. Il sort diplômé du collège de William et Mary et exerce un temps les fonctions de magistrat, défendant parfois des esclaves cherchant à retrouver leur liberté. Pendant la révolution américaine, il représente la Virginie au Second Congrès continental ; il est à l'origine de la loi sur la liberté religieuse et sert en tant que gouverneur de son État pendant la guerre contre les Britanniques de 1779 à 1781. Jefferson occupe ensuite le poste d'ambassadeur en France de 1785 à 1789 puis devient le premier secrétaire d'État des États-Unis sous la présidence de George Washington. Aux côtés de James Madison, il fonde le Parti républicain-démocrate qui s'oppose au Parti fédéraliste quant à la politique du pays et conteste la position du gouvernement au sujet des lois sur les étrangers et la sédition.
En tant que président des États-Unis, Jefferson préserve les échanges maritimes et les intérêts commerciaux américains face aux pirates barbaresques et à l'hostilité des Britanniques. Il négocie avec Napoléon la vente de la Louisiane, doublant la superficie du pays, et à la suite des négociations de paix avec la France, son administration procède à la réduction des moyens militaires. Réélu en 1804, Jefferson voit son second mandat ponctué par des difficultés majeures, incluant le procès du vice-président Aaron Burr et la chute du commerce extérieur des États-Unis à la suite de la mise en place des lois sur l'embargo en 1807, en réponse aux menaces exercées par les Britanniques sur la navigation américaine. Ayant déjà pris en 1803, la décision — controversée — de transférer des nations amérindiennes vers la Louisiane, il ratifie la loi interdisant l'importation des esclaves en 1807.
Homme de science et polyglotte, Jefferson se passionne pour de nombreuses disciplines, allant de la géométrie aux mathématiques en passant par la mécanique et l'horticulture, et se révèle également être un architecte confirmé de tradition classique ; en outre, son intérêt marqué pour la religion et la philosophie lui valent la présidence de la Société américaine de philosophie. Bien qu'opposé au principe d'une religion organisée, il est cependant influencé à la fois par le christianisme et le déisme. Il fonde l'université de Virginie peu après sa retraite des affaires publiques et continue à entretenir une abondante correspondance avec des personnalités influentes du monde entier.
L'action politique de Jefferson a été commentée de façon très positive par les historiens, notamment sa contribution de premier ordre à la Déclaration d'indépendance des États-Unis, son positionnement en faveur de la liberté religieuse et de la tolérance dans son État de Virginie et l'acquisition de la Louisiane sous sa présidence. Toutefois, certains spécialistes se montrent plus critiques sur sa vie privée, citant par exemple le décalage existant entre ses principes libéraux et le fait qu'il ait possédé jusqu'à 600 esclaves dans le cadre de la gestion de ses plantations. Les études universitaires le classent systématiquement parmi les plus grands présidents de l'histoire américaine.

## Biographie

### Débuts en Virginie (1743-1773)
Thomas Jefferson naît en 1743 à Shadwell, dans le comté d'Albemarle, dans la colonie de Virginie. Ses parents, Jane Randolph (1720-1776) et Peter Jefferson I (1708-1757), font partie de familles de notables installés dans la région depuis plusieurs générations et se sont mariés en 1739. Il a des origines anglaises par sa mère (qui est née en Angleterre) et galloises par son père. Thomas Jefferson est l'aîné d'une fratrie de dix enfants, dont deux sont morts prématurément. Son père est propriétaire d'une plantation dans le comté d'Albemarle, et consacre une partie de son temps à la cartographie et à l'autodidaxie ; il tient à ce que son fils Thomas ait une solide éducation.

En 1752, Thomas Jefferson fréquente une école dirigée par le révérend écossais William Douglas qui lui enseigne plusieurs langues, dont le latin, le grec ancien et le français, mais aussi l'espagnol, l'italien, et le vieil anglais. Dans son autobiographie, Jefferson décrit son instruction en ces termes : 
«  Il [mon père] me plaça à l'école anglaise à 5 ans, et à celle du latin à 9, où je restai jusqu'à sa mort. Mon maître, Mr. Douglas, un pasteur d'Écosse, n'était qu'un latiniste médiocre, encore moins assuré en grec, mais avec les rudiments de ces deux langues il m'enseigna le français. À la mort de mon père, j'allai à l'école du pasteur Maury, un bon connaisseur des classiques, et j'y passai deux ans, après quoi je fus envoyé au collège William and Mary, au printemps 1760, où je continuai deux ans.  »

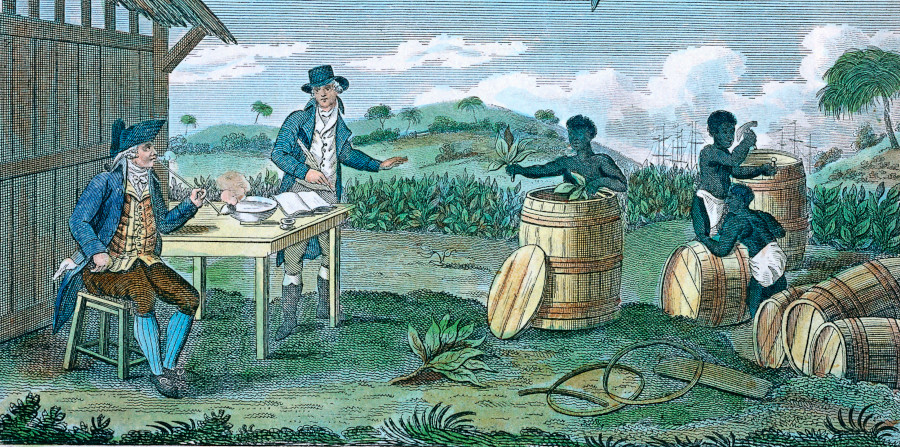
Plantation de tabac aux États-Unis.

À la mort de son père en 1757, il n'est âgé que de 14 ans quand il hérite de son immense propriété, sur laquelle travaillent des centaines d'esclaves. Jefferson parfait sa culture classique, apprend les sciences naturelles et l'histoire auprès du révérend James Maury, lui-même descendant de huguenots, à Fredericksburg. Il est marqué par le décès de sa sœur aînée Jane en 1765.
En 1760, Jefferson entreprend des études supérieures au collège de William et Mary à Williamsburg où il se forme à des disciplines variées (botanique, géologie, cartographie, grec, latin, droit, histoire, philosophie). Il perfectionne son français. Son professeur de philosophie, William Small, lui donne le goût pour les auteurs anglais John Locke, Francis Bacon, Isaac Newton et lui apprend à utiliser le doute méthodique. Jefferson fréquente le Flat Hat Club (en), une société secrète et une fraternité étudiante. Diplômé en 1762, il étudie ensuite le droit auprès de son ami et mentor George Wythe. Il est admis au barreau en 1767 avant d’être élu à l'Assemblée de Virginie en 1769. Jefferson siège à la chambre des Bourgeois de Virginie, entre 1767 et 1775, date de sa dissolution à la suite du déclenchement de la Guerre d'indépendance.

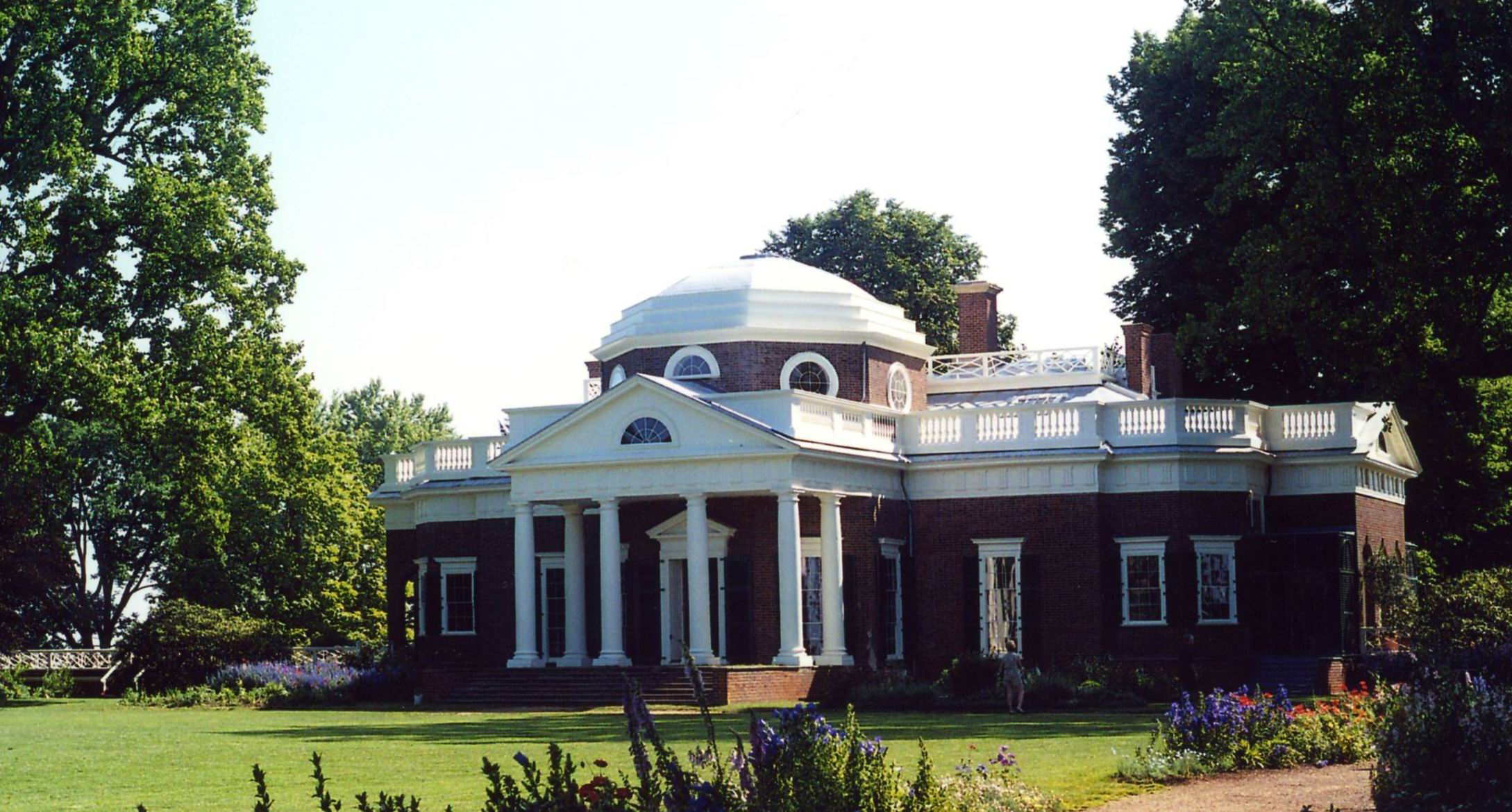
La maison de maître de sa plantation de Monticello.

En 1767, Jefferson commence la construction de sa maison au sommet d’une colline d’un domaine vallonné de 2.000 hectares, qui devient plus tard Monticello, un nom italien totalement incongru pour la région. Elle fut accélérée après l'incendie du manoir familial en 1770. En 1772, il épouse une veuve, Martha Wayles Skelton, qu'il avait rencontré deux ans plus tôt, avec laquelle il a six enfants : Martha (1772-1836), Jane (1774-1775), un fils mort-né (1777), Mary (1778-1804), Lucy Elisabeth (1780-1781) et Lucy Elisabeth II (1782-1784). Seule l'aînée de ses filles lui a survécu. Son épouse est morte peu après avoir donné naissance à leur dernier enfant. Hormis sa famille, Jefferson ne fait aucune mention sur sa vie personnelle dans son autobiographie.
|                    |                    |                    |                    |                    |                    |  |  |                                   |                                   | Peter Jefferson (1708-1757)       | Peter Jefferson (1708-1757)       | Peter Jefferson (1708-1757)       | Peter Jefferson (1708-1757)       | Peter Jefferson (1708-1757) | Peter Jefferson (1708-1757) |                              |                              |                              |                              |                              |                              | Jane Randolph (1720-1776) | Jane Randolph (1720-1776) | Jane Randolph (1720-1776) | Jane Randolph (1720-1776) | Jane Randolph (1720-1776) | Jane Randolph (1720-1776) |                  |                  |  |  |                            |                            |                            |                            |                            |                            |  |  |                               |                               |                               |                               |                               |                               |
|                    |                    |                    |                    |                    |                    |  |  |                                   |                                   | Peter Jefferson (1708-1757)       | Peter Jefferson (1708-1757)       | Peter Jefferson (1708-1757)       | Peter Jefferson (1708-1757)       | Peter Jefferson (1708-1757) | Peter Jefferson (1708-1757) |                              |                              |                              |                              |                              |                              | Jane Randolph (1720-1776) | Jane Randolph (1720-1776) | Jane Randolph (1720-1776) | Jane Randolph (1720-1776) | Jane Randolph (1720-1776) | Jane Randolph (1720-1776) |                  |                  |  |  |                            |                            |                            |                            |                            |                            |  |  |                               |                               |                               |                               |                               |                               |
|                    |                    |                    |                    |                    |                    |  |  |                                   |                                   |                                   |                                   |                                   |                                   |                             |                             |                              |                              |                              |                              |                              |                              |                           |                           |                           |                           |                           |                           |                  |                  |  |  |                            |                            |                            |                            |                            |                            |  |  |                               |                               |                               |                               |                               |                               |
|                    |                    |                    |                    |                    |                    |  |  |                                   |                                   |                                   |                                   |                                   |                                   |                             |                             |                              |                              |                              |                              |                              |                              |                           |                           |                           |                           |                           |                           |                  |                  |  |  |                            |                            |                            |                            |                            |                            |  |  |                               |                               |                               |                               |                               |                               |
|                    |                    |                    |                    |                    |                    |  |  | Martha Wayles Skelton (1748-1782) | Martha Wayles Skelton (1748-1782) | Martha Wayles Skelton (1748-1782) | Martha Wayles Skelton (1748-1782) | Martha Wayles Skelton (1748-1782) | Martha Wayles Skelton (1748-1782) |                             |                             | Thomas Jefferson (1743-1826) | Thomas Jefferson (1743-1826) | Thomas Jefferson (1743-1826) | Thomas Jefferson (1743-1826) | Thomas Jefferson (1743-1826) | Thomas Jefferson (1743-1826) |                           |                           | 9 autres enfants          | 9 autres enfants          | 9 autres enfants          | 9 autres enfants          | 9 autres enfants | 9 autres enfants |  |  |                            |                            |                            |                            |                            |                            |  |  |                               |                               |                               |                               |                               |                               |
|                    |                    |                    |                    |                    |                    |  |  | Martha Wayles Skelton (1748-1782) | Martha Wayles Skelton (1748-1782) | Martha Wayles Skelton (1748-1782) | Martha Wayles Skelton (1748-1782) | Martha Wayles Skelton (1748-1782) | Martha Wayles Skelton (1748-1782) |                             |                             | Thomas Jefferson (1743-1826) | Thomas Jefferson (1743-1826) | Thomas Jefferson (1743-1826) | Thomas Jefferson (1743-1826) | Thomas Jefferson (1743-1826) | Thomas Jefferson (1743-1826) |                           |                           | 9 autres enfants          | 9 autres enfants          | 9 autres enfants          | 9 autres enfants          | 9 autres enfants | 9 autres enfants |  |  |                            |                            |                            |                            |                            |                            |  |  |                               |                               |                               |                               |                               |                               |
|                    |                    |                    |                    |                    |                    |  |  |                                   |                                   |                                   |                                   |                                   |                                   |                             |                             |                              |                              |                              |                              |                              |                              |                           |                           |                           |                           |                           |                           |                  |                  |  |  |                            |                            |                            |                            |                            |                            |  |  |                               |                               |                               |                               |                               |                               |
|                    |                    |                    |                    |                    |                    |  |  |                                   |                                   |                                   |                                   |                                   |                                   |                             |                             |                              |                              |                              |                              |                              |                              |                           |                           |                           |                           |                           |                           |                  |                  |  |  |                            |                            |                            |                            |                            |                            |  |  |                               |                               |                               |                               |                               |                               |
| Martha (1772-1836) | Martha (1772-1836) | Martha (1772-1836) | Martha (1772-1836) | Martha (1772-1836) | Martha (1772-1836) |  |  | Jane (1774-1775)                  | Jane (1774-1775)                  | Jane (1774-1775)                  | Jane (1774-1775)                  | Jane (1774-1775)                  | Jane (1774-1775)                  |                             |                             | un fils mort-né (1777)       | un fils mort-né (1777)       | un fils mort-né (1777)       | un fils mort-né (1777)       | un fils mort-né (1777)       | un fils mort-né (1777)       |                           |                           | Mary (1778-1804)          | Mary (1778-1804)          | Mary (1778-1804)          | Mary (1778-1804)          | Mary (1778-1804) | Mary (1778-1804) |  |  | Lucy Elisabeth (1780-1781) | Lucy Elisabeth (1780-1781) | Lucy Elisabeth (1780-1781) | Lucy Elisabeth (1780-1781) | Lucy Elisabeth (1780-1781) | Lucy Elisabeth (1780-1781) |  |  | Lucy Elisabeth II (1782-1784) | Lucy Elisabeth II (1782-1784) | Lucy Elisabeth II (1782-1784) | Lucy Elisabeth II (1782-1784) | Lucy Elisabeth II (1782-1784) | Lucy Elisabeth II (1782-1784) |

### Engagement dans la révolution américaine (1774-1779)

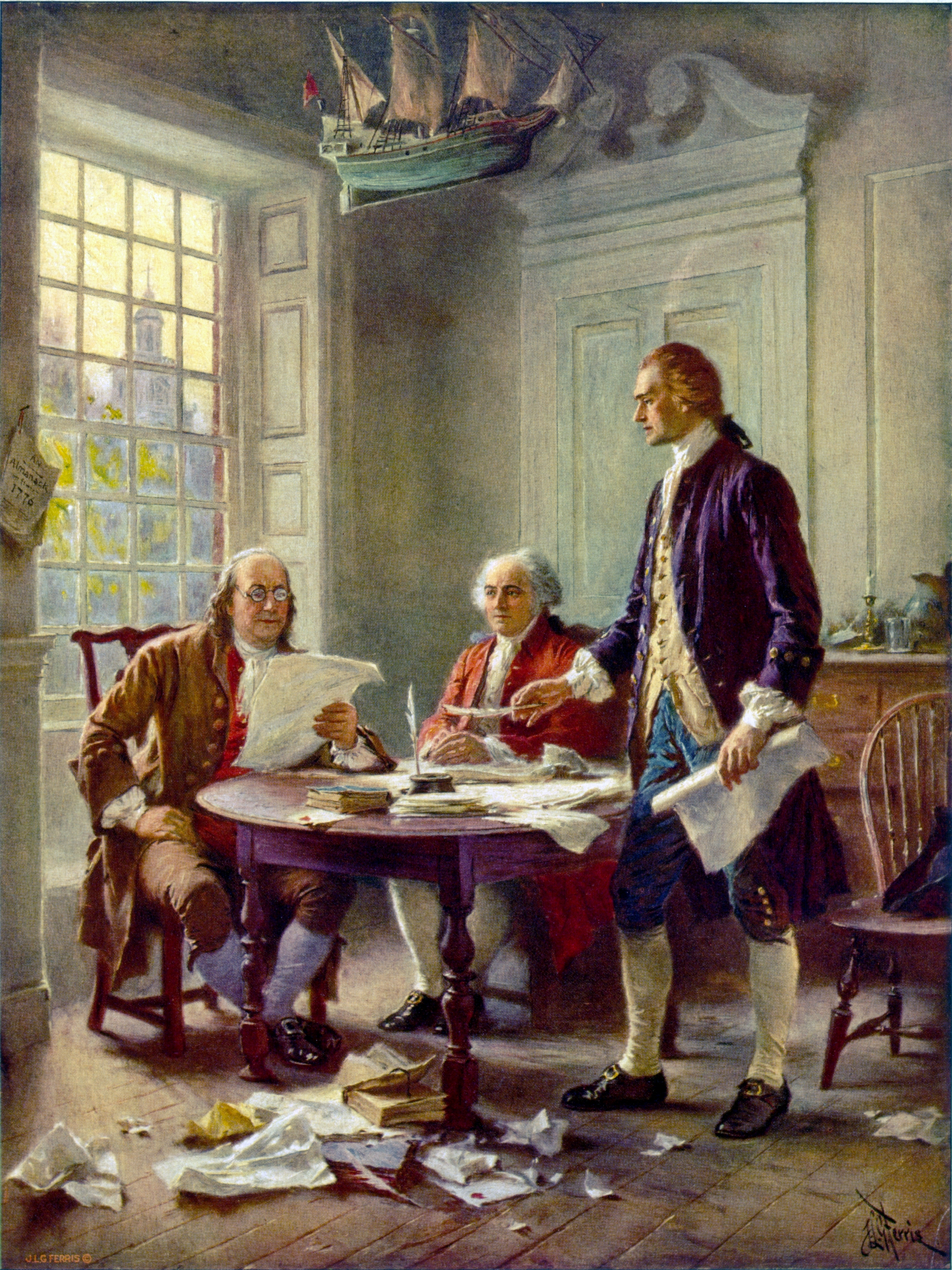
Thomas Jefferson, Benjamin Franklin et John Adams écrivant la Déclaration d'indépendance. Huile sur toile de Jean Leon Gerome Ferris.

La montée du mécontentement des colons américains contre la Grande-Bretagne provoque l’engagement de Jefferson en politique. Il décide de rejoindre le groupe contestataire de Patrick Henry. Il ne se distingue pas par ses talents oratoires mais la valeur de ses écrits est appréciée. Nourri des œuvres des philosophes du siècle des Lumières, Jefferson publie en 1774 son célèbre pamphlet A Summary View of the Rights of British America, rapport destiné aux délégués de Virginie du premier Congrès continental. Cet essai ouvre une nouvelle voie vers l'indépendance des colonies et range Jefferson parmi les patriotes du peuple américain. Au printemps 1775, Jefferson est choisi pour être délégué du Second Congrès continental à Philadelphie. En juin 1776, Jefferson prend part à la rédaction de la constitution de la Virginie, ce qui lui permet de proposer les principes auxquels il croit.
Le 11 juin 1776, l'assemblée de Philadelphie décide la rédaction de la Déclaration d'indépendance des États-Unis ; un comité de rédaction est formé qui comprend cinq hommes, John Adams, Roger Sherman, Benjamin Franklin, Robert R. Livingston et Thomas Jefferson. Ce dernier est chargé de préparer une ébauche et devient de fait le principal auteur du texte, dont l'anonymat put être préservé à l'époque. Jefferson reprend les idées de John Locke sur les droits naturels. Après plusieurs modifications, le document est approuvé le 4 juillet 1776 : la déclaration représente l'un des textes fondamentaux du pays puisqu'il proclame l'indépendance américaine et le droit de se révolter contre la Grande-Bretagne.
En septembre, Jefferson se fait élire à la nouvelle chambre des délégués de l'État de Virginie. Dans le cadre de cette fonction, il collabore à la réforme législative vers plus de démocratie : dans le domaine de la religion, la liberté de culte ainsi que la séparation des Églises et de l’État sont établies. Les religions ne sont plus financées par l’argent public. La fonction publique est désormais ouverte à tous, sans distinction de croyance. Jefferson cherche à faire de la Virginie une République modèle pour le monde entier. Il fait des propositions pour réformer le système éducatif et esclavagiste de sa région. Sous son impulsion, la traite des Noirs est interdite en 1778 mais l'esclavage demeure légal.

### Retour en Virginie (1779-1785)
Jefferson occupe ensuite le poste de gouverneur de Virginie entre 1779 et 1781. C'est sous son mandat que la capitale de la Virginie est transférée de Williamsburg à Richmond, principalement parce que la ville était éloignée des côtes et donc de la marine britannique. Pendant la guerre d'indépendance, son État est envahi à deux reprises par les Anglais. Il faillit être capturé par la cavalerie britannique à Charlottesville, mais il réussit à s'enfuir grâce à l’héroïque chevauchée nocturne de Jack Jouett pour le prévenir de leur arrivée. Son action est durement critiquée : on lui reproche son manque d’efficacité lors de l'attaque anglaise. Jefferson finit par se retirer sur sa plantation de Monticello pour s’occuper de sa femme enceinte et malade. Le décès de celle-ci en 1782 le plonge dans un profond chagrin et il promet de ne jamais se remarier. Pendant cette période de retraite, Jefferson rédige son unique livre, les Observations sur l’État de Virginie (en anglais Notes on the State of Virginia) dans lequel il détaille sa pensée politique,.
Jefferson revient aux affaires en décembre 1782 : il devient délégué de la Virginie au Congrès continental ; il propose en 1784 une procédure d’adhésion et de découpage pour les nouveaux territoires de l’Union. Le Congrès s'inspire de ces propositions qui servirent de base à l'ordonnance du Nord-Ouest de 1787.

### Ambassadeur des États-Unis en France (1785-1789)

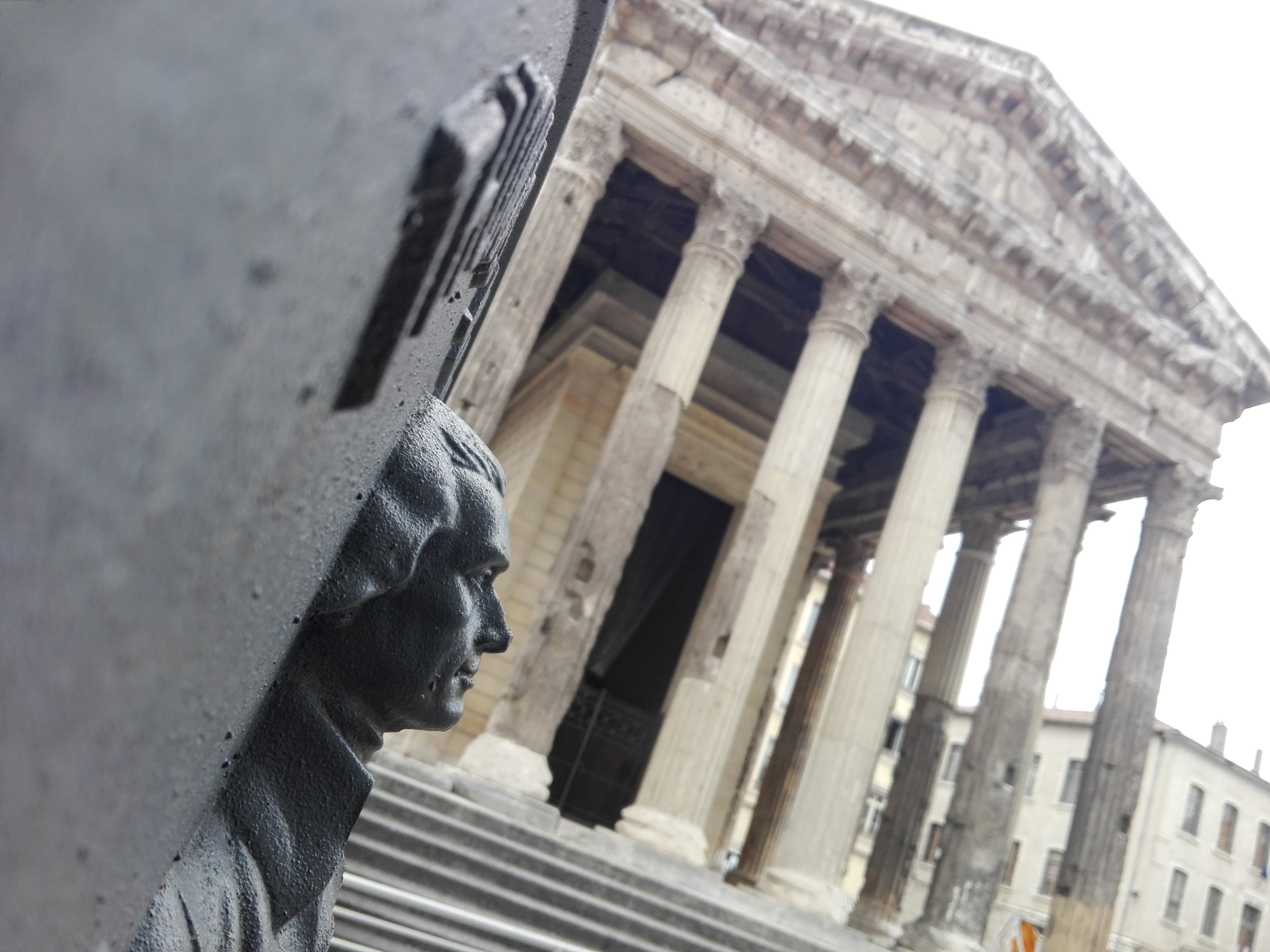
Commémoration de sa visite du Temple d'Auguste et de Livie à Vienne en 1787.

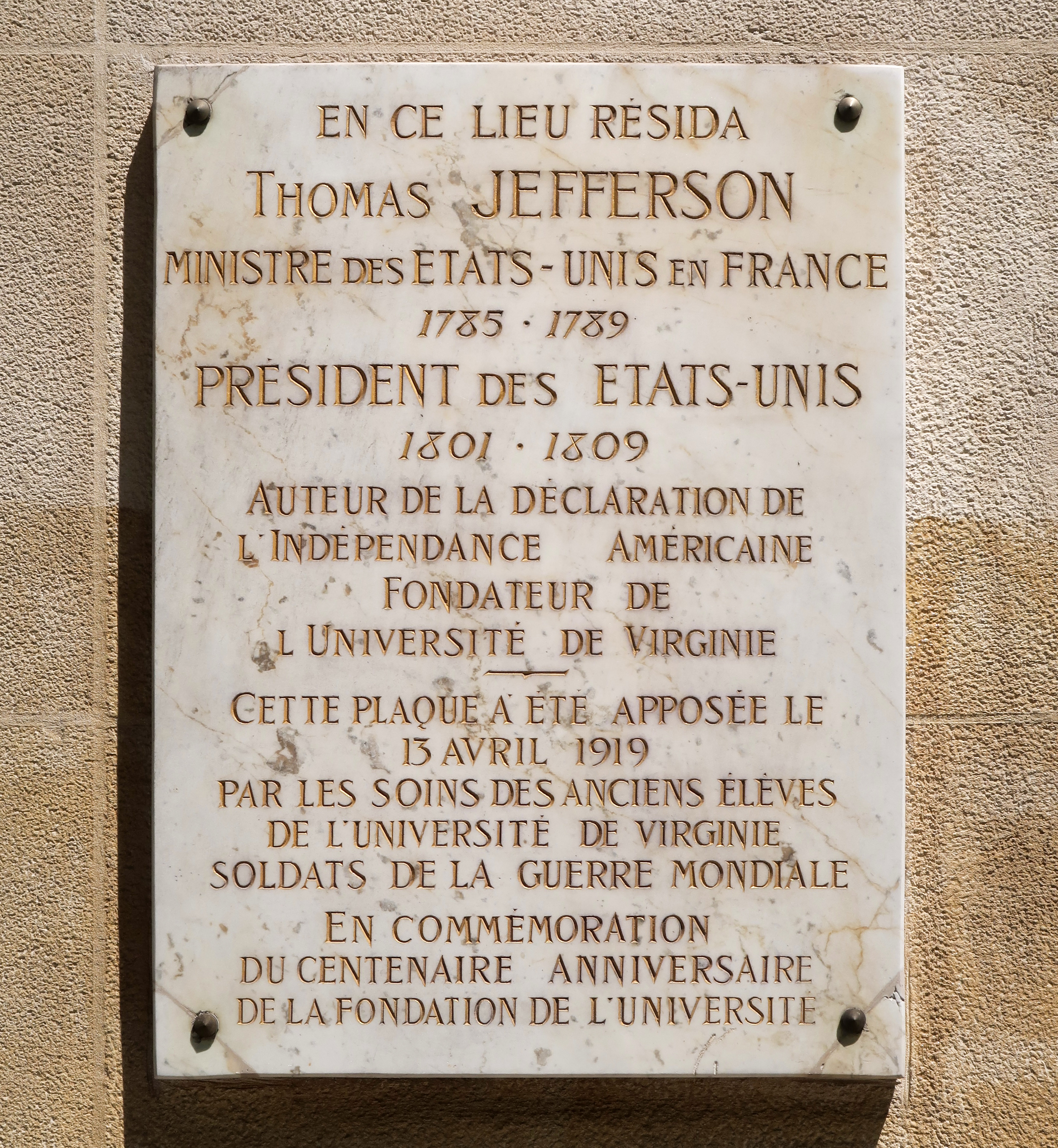
Plaque commémorative du passage de Thomas Jefferson au 92, avenue des Champs-Élysées (Paris).

Au cours de l’été 1784, Jefferson arrive en Europe pour négocier des traités aux côtés de John Adams et Benjamin Franklin. Il lui succède en tant qu'ambassadeur en France, de mai 1785 au mois d’août 1789. Après avoir résidé dans plusieurs hôtels parisiens, l’ambassadeur se fixe à l'hôtel de Langeac, près des Champs-Élysées actuels. Ses deux filles le rejoignent en 1787. Il prend goût à la vie parisienne, fréquente les salons littéraires et les libraires de la capitale. Il visite plusieurs contrées d’Europe de l’Ouest (France, Italie, Angleterre, Hollande, Rhénanie). Son action en tant qu’ambassadeur vise à développer les relations commerciales entre les deux pays. Il s’emploie à redresser l’image des États-Unis auprès des élites françaises.
Jefferson n'a donc pas pu participer aux débats portant sur la Constitution des États-Unis en 1787. Il les suit de loin, grâce à sa correspondance avec James Madison, et affirme son soutien à la déclaration des droits (en anglais Bill of Rights). C'est en 1785 que paraissent en France ses Notes on Virginia,. Lors de son séjour français, Jefferson profite de la vie culturelle de Paris. Il est très attaché à la France, mais se montre critique vis-à-vis de la monarchie absolue et des mœurs des Français, qu'il juge dissolues. Il est témoin des premiers épisodes de la Révolution française. Jefferson commente et annote un projet de déclaration des droits présenté par son ami La Fayette, au cours des débats sur la Déclaration des droits de l'homme et du citoyen de 1789. Jefferson rentre aux États-Unis en novembre 1789.

### Secrétaire d'État (1790-1793) puis vice-président (1797-1801)

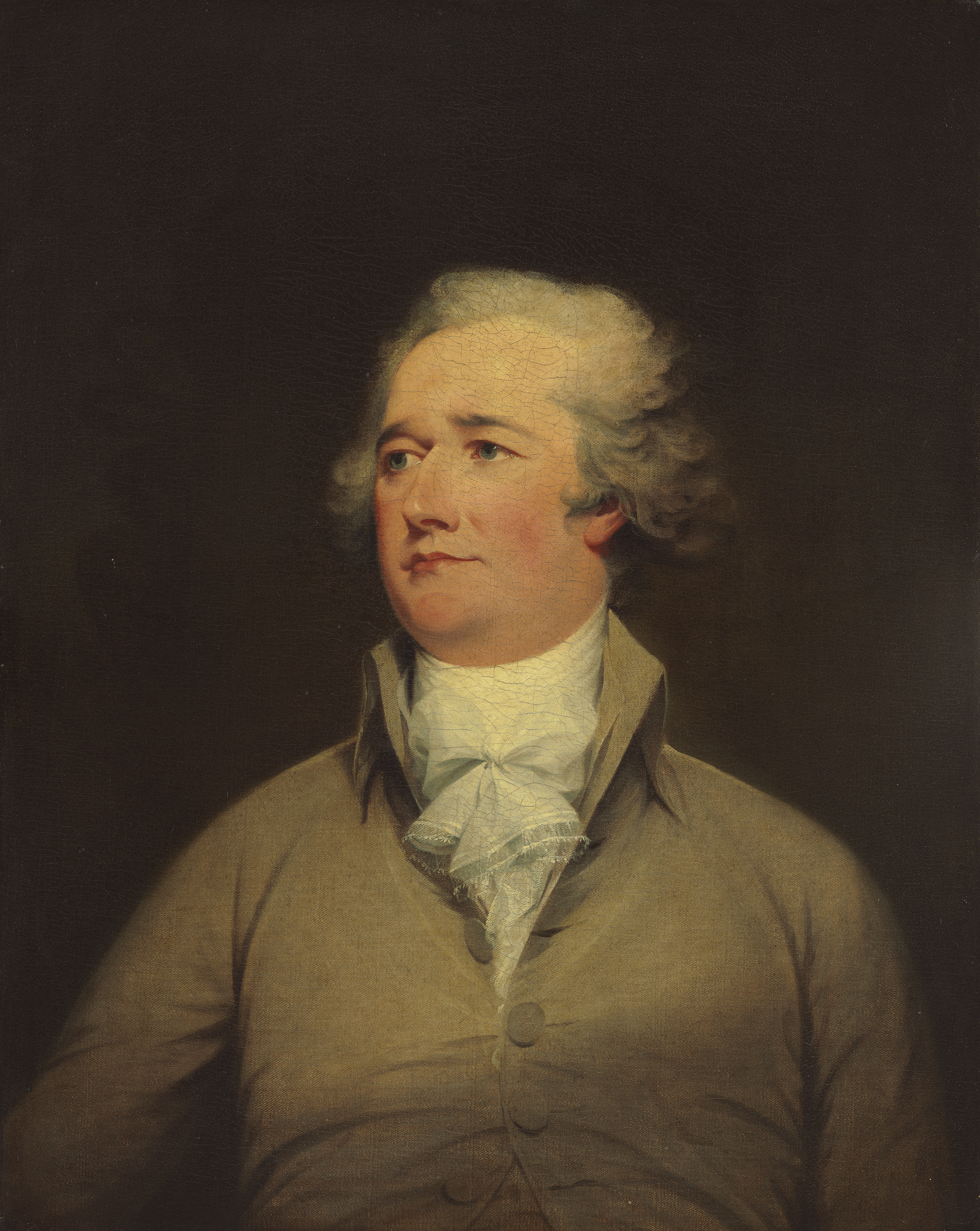
Alexander Hamilton, l'adversaire politique sur la vision de la politique fédérale de Jefferson.

En mars 1790, Jefferson est choisi par George Washington comme secrétaire d'État du premier gouvernement de George Washington (1789-1793). Il n'arrive à New York que le 21 mars, après trois semaines de voyage dont une semaine pour mettre ses affaires personnelles en ordre. Il voit une dernière fois Benjamin Franklin à Philadelphie, celui-ci mourant le 17 avril.
Lorsqu'il prit ses fonctions, le ministère ne comptait que cinq personnes, deux employés, deux assistants et un traducteur à temps partiel. Le budget était de 8 000 dollars dont 3 500 étaient alloués au salaire de Jefferson. Plus tard, le Congrès décida d'augmenter le budget à 40 000 dollars. Ses fonctions lui permettent d’organiser le secrétariat d’État et d'unifier les poids et les mesures. Jefferson soumet l’idée d’un système métrique pour le pays, mais sa proposition n’est pas retenue. Il entre en confrontation avec le secrétaire au Trésor Alexander Hamilton au sujet de l'importance des dépenses qui creusent le déficit en 1790, qui sont aggravées par l'inimitié entre Hamilton et Madison, celui-ci influençant grandement l'attitude de Jefferson sur ce sujet. Pour tenter de résoudre le problème, Jefferson propose d'établir la future capitale fédérale sur les rives du Potomac pour apaiser les États du Sud. Ces dissensions prennent une dimension nationale et contribuent à la formation de deux partis politiques distincts (en anglais two-party system) : les républicains-démocrates de Jefferson, contre les fédéralistes d’Hamilton. Le premier prône un pouvoir fédéral très restreint et veut donner aux États fédérés la quasi-totalité des pouvoirs sur la politique intérieure. Les deux formations politiques utilisent la presse pour convaincre l’opinion et les membres du Congrès. C'est le début du First Party System aux États-Unis. George Washington tenta d'apaiser la situation, mais elle ne cessa de se dégrader. Pensant que Washington se retirerait à l'issue de son mandat, Jefferson songeait à quitter New York en même temps que lui. Cependant, il se présenta à l'élection présidentielle de 1792 et fut réélu, au grand désarroi du secrétaire d'État.
Jefferson et Hamilton ne sont pas plus d’accord sur la politique extérieure : le premier soutient le parti français à Washington lorsque la Grande-Bretagne déclare la guerre à la Convention en 1793, Le second ne cache pas ses sympathies anglophiles. Finalement, les États-Unis proclament leur neutralité dans cette guerre. Dans son autobiographie, Jefferson écrit la chose suivante à propos de la Révolution française au moment de l'exécution de Louis XVI : « J'ai toujours pensé que s'il n'y avait pas de reine, il n'y aurait pas eu de révolution ». Le secrétaire d'État fut affaibli par les extravagances de l'ambassadeur français Edmond-Charles Genêt qui se conduisit de façon peu discrète et surtout peu diplomate depuis son arrivée aux États-Unis en avril 1793. Par deux fois, Jefferson voulut démissionner, mais George Washington insista pour qu'il demeura en poste jusqu'à la fin de l'année. Jefferson démissionna le 31 décembre et se retira sur ses terres de Monticello.
Ses partisans déposent sa candidature pour l'élection présidentielle de 1796 sans l'avertir, alors même qu'il avait exprimé son refus d'exercer la présidence dans une lettre adressée à Madison en 1795. Conformément aux prévisions de Madison, il arrive deuxième derrière son ami John Adams, et devient son vice-président. Les résultats de l'élection font apparaître clairement le clivage entre le Nord et le Sud sur la question de l'esclavage, qui conduira à la Guerre de Sécession. Sa fonction lui permet de retourner fréquemment en Virginie. Ses relations avec Adams se dégradent fortement durant la présidence de ce dernier, la faute principalement à l'opposition partisane farouche entre républicains et fédéralistes.
Avec la quasi-guerre navale contre la France (1798-1800), les fédéralistes menés par John Adams font construire une marine de combat et lèvent de nouveaux impôts. Le Congrès adopte les Alien and Sedition Acts (Lois sur les étrangers et la sédition) auxquels s’oppose Jefferson. À partir de là, le vice-président républicain-démocrate ne revient plus à Philadelphie et reste en Virginie.

### Élection présidentielle de 1800
En 1800, Thomas Jefferson se lance à nouveau dans la campagne présidentielle.

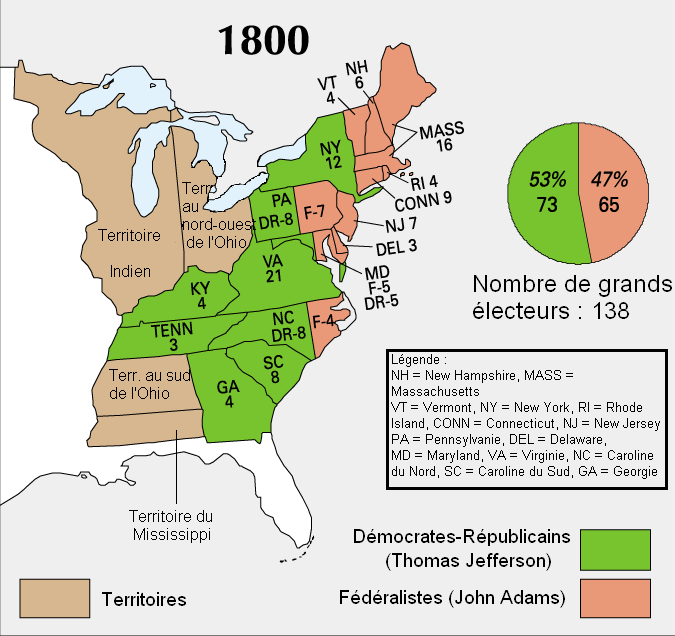
Les résultats de l'élection présidentielle de 1800.

Ses adversaires politiques le décrivent comme un déiste, un athée et un ennemi de la religion chrétienne. Jefferson est également accusé d'entretenir une relation avec une de ses esclaves noires, dont il aurait eu plusieurs enfants. Des pamphlets sont même écrits contre lui. Son rival Alexander Hamilton le traite de démagogue. Jefferson réplique en accusant Hamilton et les fédéralistes de vouloir établir un régime monarchique. Ce dernier veut soumettre les intérêts individuels à la grandeur de la nation. Jefferson considère que la République doit assurer les droits individuels exprimés dans la Déclaration d’Indépendance. La campagne dure d'avril à décembre.
Finalement, les fédéralistes perdent l’élection présidentielle. Le Collège électoral se réunit le 3 décembre 1800 mais il ne peut départager les deux candidats démocrates-républicains Thomas Jefferson et Aaron Burr. Conformément à la Constitution, c'est la Chambre des représentants qui élit alors le président ; après 36 tours et deux à trois scrutins par jour,, Jefferson emporte la présidence le 17 février 1801, paradoxalement grâce au soutien de son ennemi Alexander Hamilton. Ce dernier le préfère en effet à Aaron Burr qu'il trouve malhonnête et qui ne mérite pas, selon lui, d'accéder au pouvoir. Jefferson avait également promis à Hamilton de supprimer toutes les taxes intérieures, le gouvernement fédéral n'étant financé qu'à partir des droits de douane. Jefferson proposera la même année une abolition progressive de l’esclavage qui sera rejetée par le Sénat.

### Première présidence (1801-1805)
Le premier mandat présidentiel de Thomas Jefferson est marqué par d'importants succès (achat de la Louisiane), des réformes politiques et une certaine popularité. Le président prend officiellement ses fonctions le 4 mars 1801. La cérémonie se déroule pour la première fois à Washington, D.C., qui devient la capitale fédérale. La présidence de Jefferson marque une étape importante dans la tradition démocratique américaine : elle représente en effet la première alternance entre les deux principaux partis politiques du pays.

#### Réformes politiques
Le président étant parvenu à calmer l'opposition fédéraliste, plusieurs réformes sont entreprises sur le plan législatif. Dans le secteur des finances, les impôts directs, l’impôt sur l’alcool et la loi de 1798 sur les étrangers sont supprimées. Le gouvernement fédéral ne peut se financer que sur les droits de douane. Jefferson lutte également avec succès contre l'endettement du pays et favorise l'immigration en assouplissant les règles d'entrée sur le territoire américain. D'autre part, le premier mandat de Jefferson marque un approfondissement des institutions du pays. En 1803, la décision de justice Marbury contre Madison donne à la Cour suprême la faculté de vérifier la constitutionnalité des lois. En 1804 est adopté le XIIe amendement à la Constitution qui modifie le système des grands électeurs qui dorénavant votent séparément pour le président et le vice-président, diminuant ainsi le risque d’une cohabitation entre deux personnalités politiquement opposées.

#### Politique étrangère

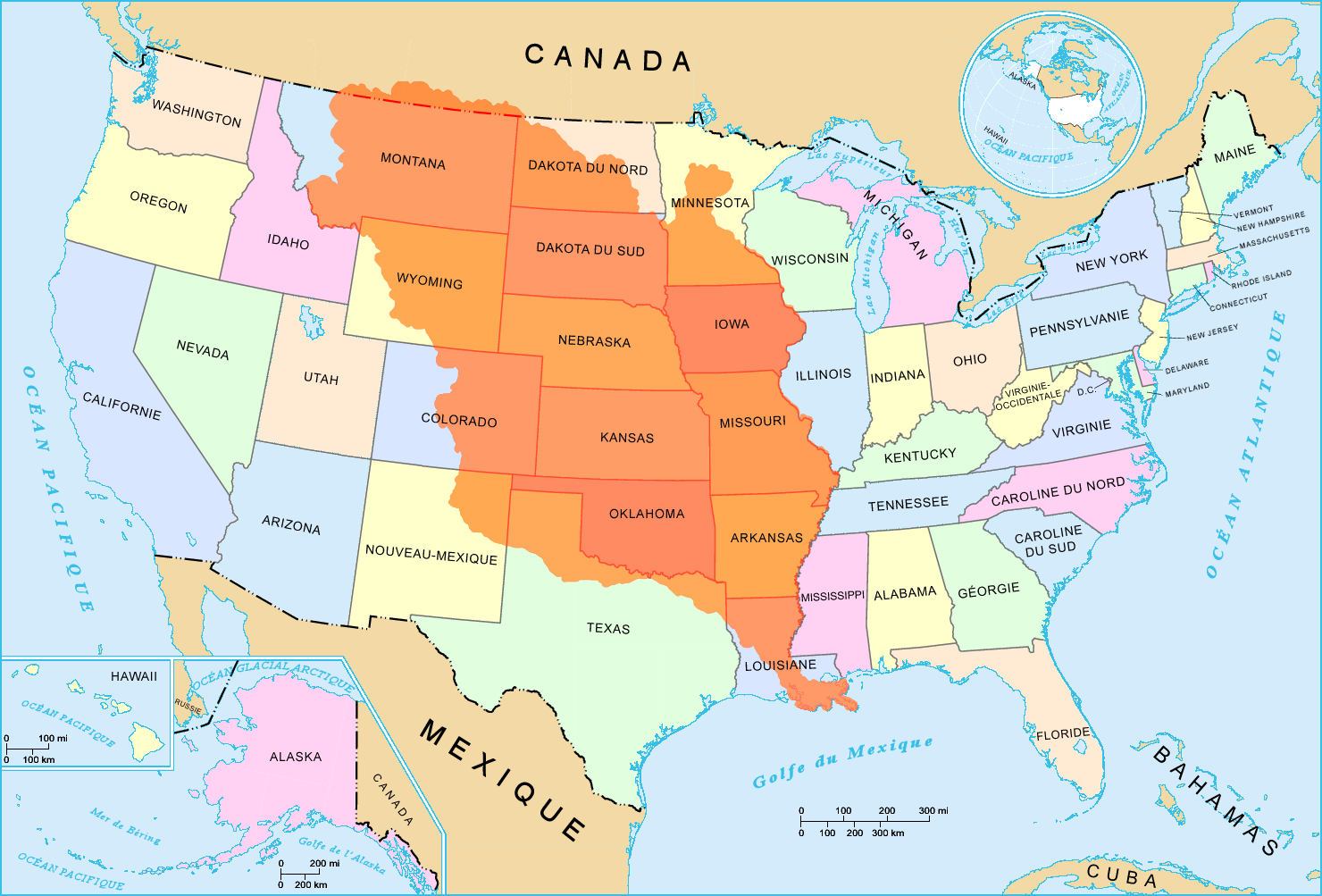
En orange, le territoire acheté par les États-Unis en 1803.

Jefferson envoie James Monroe et Robert R. Livingston auprès de Napoléon pour négocier l'achat de La Nouvelle-Orléans. Ils se voient offrir l'ensemble de la Louisiane française, soit un territoire de 2,1 millions de kilomètres carrés,, pour la somme de 60 millions de francs-or (11,25 millions de dollars). Jefferson approuve cet achat qui est ratifié par le Congrès le 30 avril 1803. La souveraineté américaine entre en vigueur le 20 décembre 1803 (acte du Louisiana Purchase). Cette annexion, la première du genre, double la surface des États-Unis. Elle représente l'un des plus beaux succès politiques de Jefferson. Elle constitue un moyen de stabiliser la jeune république en donnant des terres aux colons.

#### Expédition Lewis et Clark

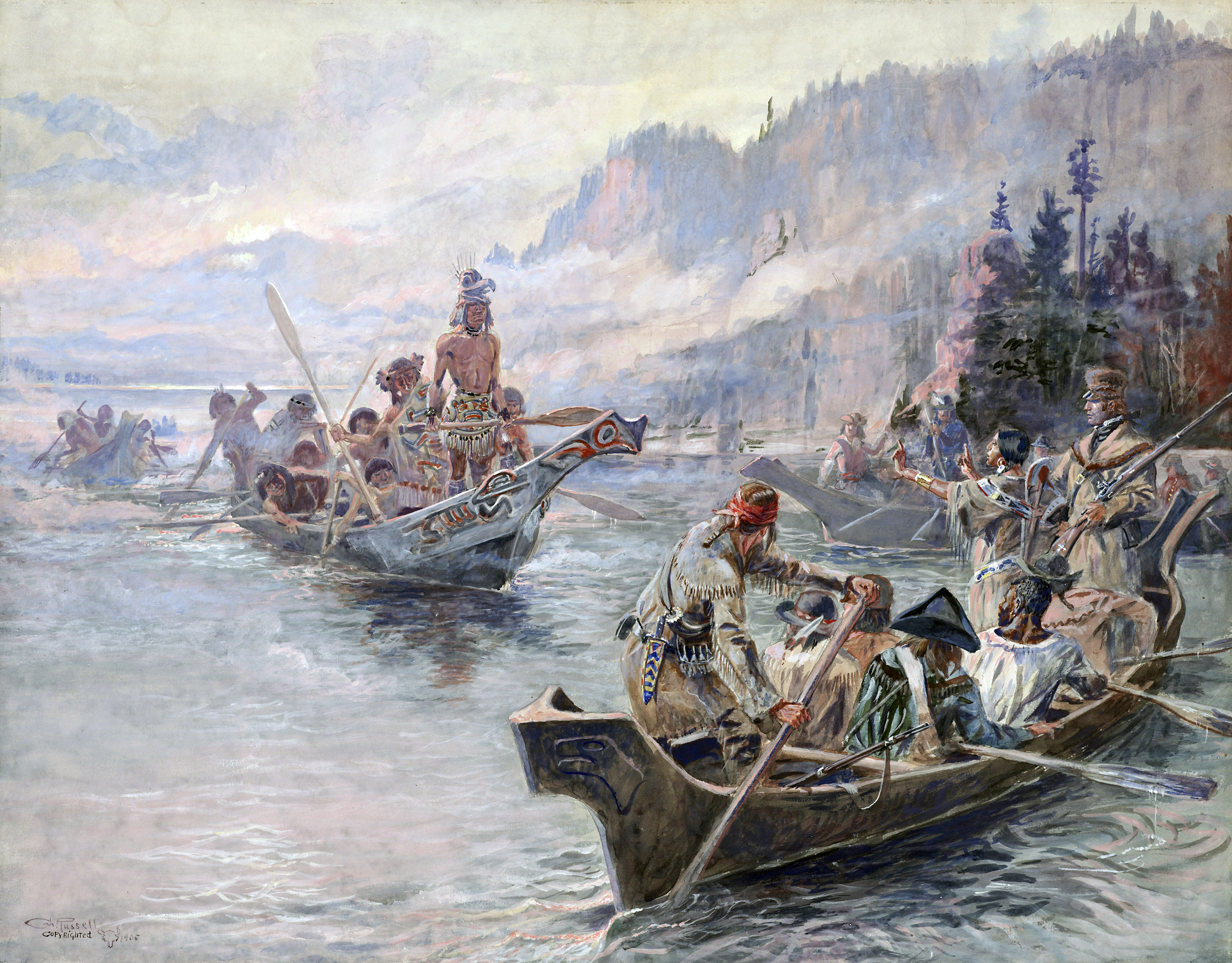
L'expédition Lewis et Clark.

Jefferson envoie l'expédition Lewis et Clark (1804-1806) vers la côte ouest pour reconnaître les territoires situés entre ceux de l'Union et l'océan Pacifique et trouver un passage fluvial à travers la barrière des montagnes Rocheuses. Il obtient du Congrès une subvention de 2 500 dollars afin de financer l'expédition. Jefferson rêve de trouver des mammouths, des volcans et des montagnes de sel, et surtout de rechercher le meilleur passage vers l'océan Pacifique à travers les montagnes Rocheuses. L'expédition permet l'étude des tribus amérindiennes, de la flore, de la faune et de la géologie de ces contrées. Jefferson peut donc être considéré comme l'un des initiateurs de la conquête de l'Ouest. Ordre avait été donné à Meriwether Lewis et à William Clark d'être amicaux et compréhensifs avec les tribus amérindiennes (majoritairement pacifiques — Lakotas mis à part), ce qu'ils firent. L'idée de Jefferson était de les prévenir de l'arrivée inéluctable de l'homme blanc au-delà de la Frontier (territoires amérindiens).
La fin du premier mandat de Jefferson est ternie par un drame familial : en avril 1804, sa fille Mary meurt des suites d’un accouchement difficile ; Martha est alors la seule survivante de ses six enfants. Abigail Adams lui écrit une lettre qui l'émeut beaucoup, ce qui marqua le début d'une nouvelle correspondance où celle-ci s'efforça de réconcilier Jefferson et son mari. Jefferson se présente pour un deuxième mandat et remporte les élections le 5 décembre 1804.

### Seconde présidence (1805-1809)

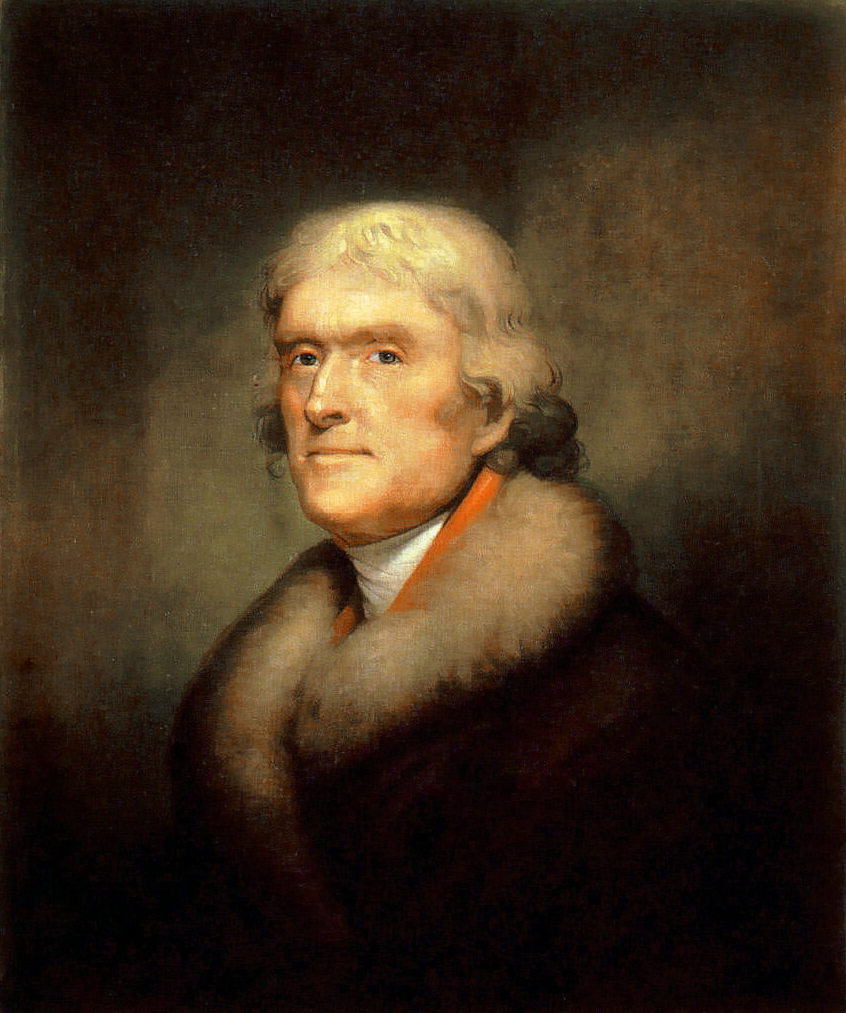
Portrait de Jefferson, peint par Rembrandt Peale, 1805.

Le second mandat présidentiel de Thomas Jefferson est plus difficile que le premier. Avec son vice-président George Clinton, il doit faire face à plusieurs problèmes : sur le plan des affaires étrangères, Jefferson tente de préserver la neutralité de son pays face aux troubles des guerres napoléoniennes. En outre, le parti de Jefferson est affaibli par la scission de John Randolph qui forme le groupe des « Quids » ou « Vieux Républicains », qui se rangent aux côtés de James Monroe. Enfin, la conspiration de Burr menace l'unité du pays.

#### Affaires intérieures
Au début de l'année 1805, Jefferson apprend la rumeur d'un complot mené par Aaron Burr, qui avait été vice-président durant sa première présidence. Le personnage intriguait pour entraîner une sécession des États de l’Ouest américain. Burr préférait détruire l’Union plutôt que d’accepter la réélection de Jefferson. Après une longue période d'attentisme, le président se décide à le faire arrêter. Burr est finalement jugé en 1807, mais le tribunal décide de l'acquitter.
À la fin du mandat présidentiel, le Congrès vote l'interdiction de la traite des Noirs (1808). Jefferson aurait sans doute remporté une troisième élection présidentielle, mais il décide de se retirer comme l’avait fait George Washington avant lui.

#### Politique étrangère

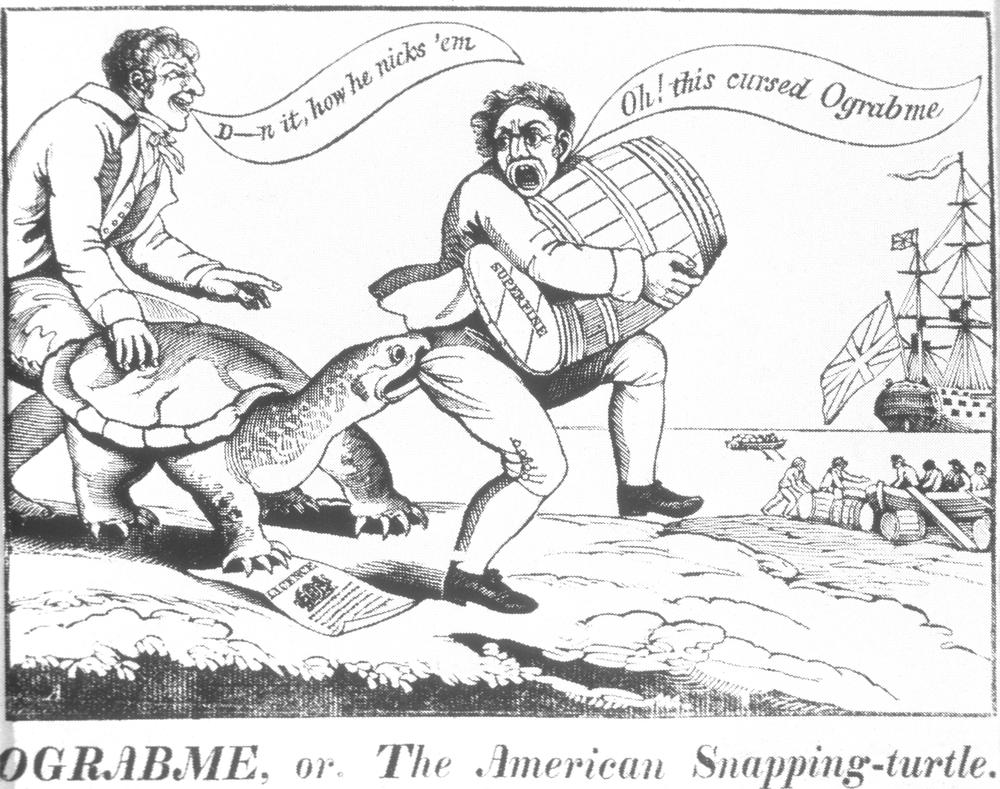
Caricature contre lEmbargo Act de 1807.

Sur le plan des relations internationales, Jefferson essaie de maintenir la neutralité des États-Unis dans les guerres napoléoniennes en refusant de choisir entre la Grande-Bretagne et la France. Le président tente aussi de maintenir ouvertes les voies maritimes face aux attaques des corsaires et barbaresques d'Alger soutenu par l’Empire ottoman, ce qui l’amène à renforcer la marine de guerre. À ce moment, la marine britannique impose un blocus à la France et de nombreux navires marchands américains sont saisis par les Britanniques. Ces derniers tentent parfois d'enrôler de force les marins américains.
En réponse à ces pratiques, Jefferson fait voter l’Embargo Act (« Loi sur l'embargo ») en 1807, qui dispose qu'aucun bateau ne peut entrer ni sortir des ports américains. Seuls perdurent quelques échanges clandestins, le commerce entre les États-Unis et le reste du monde disparaissant presque totalement. Cette mesure, destinée à affaiblir la Grande-Bretagne, a en fait largement nui à la prospérité américaine, faisant chuter le revenu réel des États-Unis de 8 %, impact inattendu étant donné la faiblesse des échanges américains avec le reste du monde à cette époque.
L’Embargo Act est de plus critiqué parce qu'il contrarie les droits individuels et affecte l'activité des marchands de la côte Atlantique. Des manifestations éclatent dans certaines villes et des libelles contre Jefferson circulent : « Thomas Jefferson, vous êtes le plus fieffé imbécile auquel Dieu ait donné vie. Que Dieu vous voue au diable ». Finalement, le Congrès obtient le pouvoir de réguler le commerce extérieur et décide d'abolir l’Embargo Act, qui est remplacé par la Nonintercourse Law. Cependant, les relations commerciales avec la France et la Grande-Bretagne demeurent suspendues.

### Années de retraite (1808-1826)

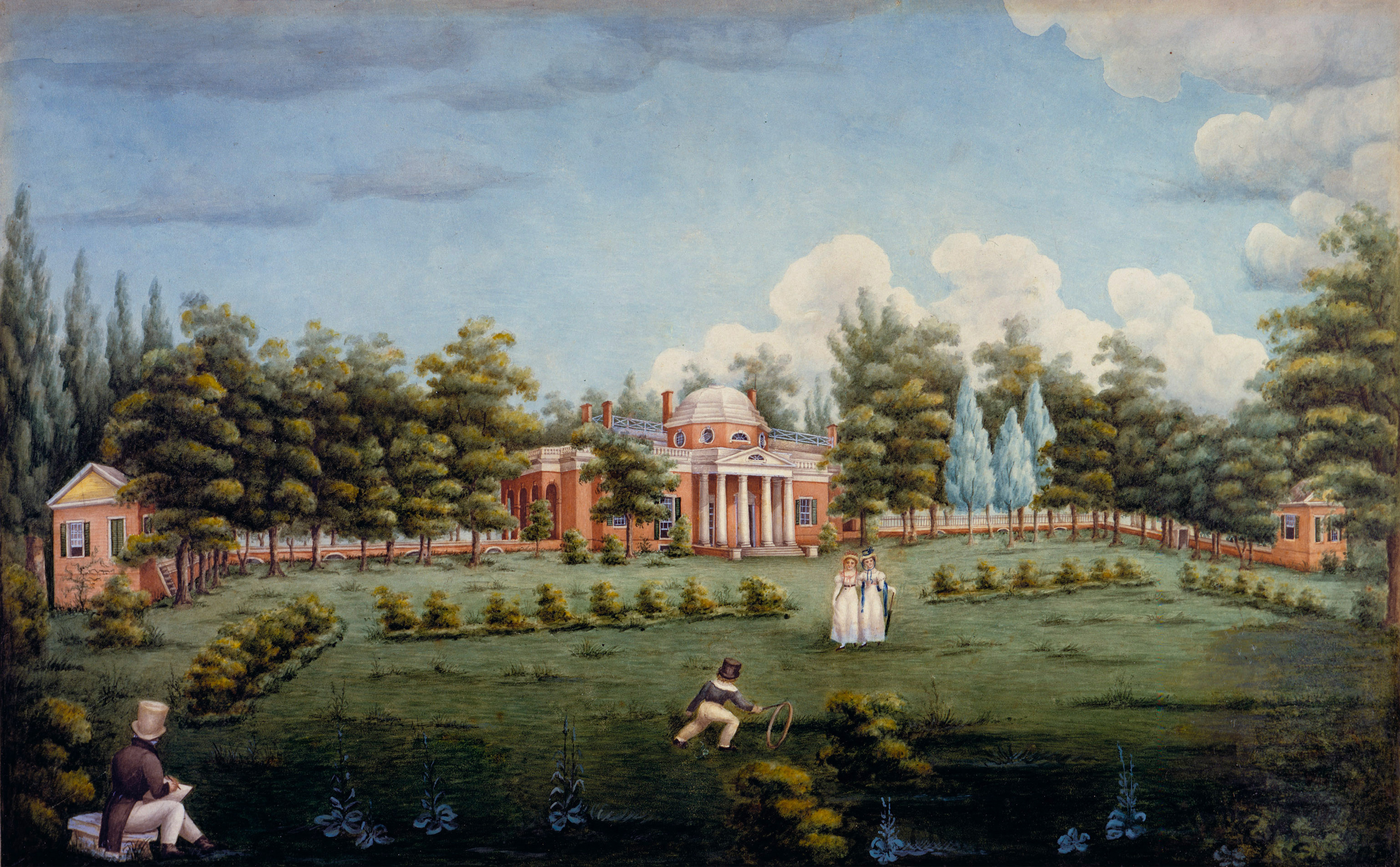
Monticello en 1825.

Après son second mandat présidentiel, Jefferson se retire dans sa plantation de Monticello dont les travaux s'achèvent, où il dessine les plans de l'université de Virginie et s'adonne à satisfaire sa curiosité. Il assiste à son inauguration en mars 1825. Il collectionne les livres, gère sa plantation et reste attentif à la politique américaine.
Jefferson intervient par exemple dans les débats relatifs au compromis du Missouri, critiquant la volonté des abolitionnistes de limiter l'esclavage, jugeant qu'elle porte atteinte aux droits des citoyens,. Il meurt le 4 juillet 1826 peu après minuit, à l'âge de 83 ans, soit cinquante ans jour pour jour après la signature de la Déclaration d'Indépendance qu'il avait rédigée. John Adams, lui aussi acteur majeur de la révolution américaine, s'éteint le même jour, quelques heures après son ami avec lequel il s'était réconcilié en 1812. Les derniers mots de Jefferson auraient été « sommes-nous déjà le 4 ? » et ceux de John Adams : « Thomas Jefferson vit-il toujours ? ». À l'époque, Jefferson fut célébré comme l'un des pères de la nation américaine.
Jefferson est enterré à Monticello, aux côtés de sa femme et de ses filles. Il est l'auteur de sa propre épitaphe, qui ne fait aucune référence à son rôle de président :
Ici repose Thomas Jefferson,

Auteur de la déclaration d'indépendance des États-Unis

Auteur de la loi sur la liberté religieuse en Virginie

Fondateur de l'université de Virginie

## Homme des Lumières
Thomas Jefferson a reçu une éducation classique et a côtoyé les élites culturelles de son temps : dès ses études à Williamsburg, il fréquentait le milieu cultivé du palais du gouverneur. Il consignait ses notes de lecture dans un cahier (le Commonplace Book), ce qui permet aux historiens de reconstituer ses influences philosophiques : Henry Home, Charles de Montesquieu, Cesare Beccaria, Thomas Hobbes, Henri Saint Jean de Bolingbroke. Jefferson a beaucoup lu et s'est sans doute inspiré de John Locke pour rédiger la Déclaration d'Indépendance. Jefferson discutait avec les meilleurs esprits français de son temps (d'Alembert, Condorcet, Destutt de Tracy) dans son hôtel parisien de Langeac ou à l'hôtel de la Monnaie. Il a aidé Jean-Nicolas Démeunier à rédiger ses articles sur les États-Unis dans l’Encyclopédie méthodique. Esprit curieux et éclairé, engagé en politique, Jefferson fait partie des élites intellectuelles du siècle des Lumières. Il était associé étranger de l'Académie des inscriptions et belles-lettres et membre, puis président, de la Société américaine de philosophie, un cercle de discussions fondé par Benjamin Franklin.

### Portrait

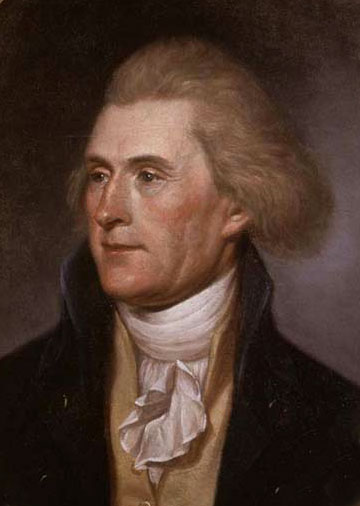
Thomas Jefferson en 1791, par Charles Willson Peale.

Selon les critères du XVIIIe siècle, Jefferson avait un physique agréable, sans être particulièrement beau. Il était mince et mesurait 1,87 mètre. Ses cheveux étaient blond roux et ses yeux gris. Il souffrait de migraines périodiques. On sait peu de choses sur la vie privée et le caractère de Jefferson car il ne se livrait pas beaucoup dans ses écrits. En public, on le disait réservé et timide,, les Français le trouvaient froid. Ses contemporains louaient ses bonnes manières et sa générosité : les banquets qu’il donnait en tant que président des États-Unis étaient fastueux. Il accueillait ses amis et sa famille dans sa plantation de Monticello, qui pouvait héberger jusqu'à 50 personnes. Mais toutes ces dépenses finirent par le ruiner. Ses talents d'écrivain et de diplomate (il était « doué pour les relations humaines ») ont servi sa carrière politique. Sa vie privée reste mal connue : on sait qu'il s'était épris d'une certaine Rebecca Burwell pendant ses études et qu'il était sincèrement amoureux de sa femme. Pour le reste, beaucoup de rumeurs circulaient sur ses relations avec Maria Cosway à Paris, avec Betsey Walker (la femme de son ami d’enfance), et enfin avec son esclave Sally Hemings. Ces rumeurs émanaient souvent de ses ennemis politiques, en particulier du camp fédéraliste.

### Idéaux
Thomas Jefferson a toujours défendu l'idée d'une république : dans la Déclaration d'Indépendance de 1776, il affirmait que le pouvoir royal est tyrannique. Lorsqu'il séjourna en France en tant qu'ambassadeur, il critiqua la monarchie absolue de Louis XVI. Il soutenait les valeurs de liberté et d'égalité dans ses œuvres et dans sa correspondance. Jefferson voulait limiter les pouvoirs du président : en 1787, il souhaitait restreindre son mandat à sept ans non renouvelables. Il était opposé à tout faste cérémonial qui rappellerait la monarchie : lorsqu’il était président, il a toujours refusé de prononcer en personne le message annuel au Congrès, parce que cela lui rappelait le discours du trône du roi d’Angleterre.
Afin d'établir un régime républicain, Jefferson croyait aux vertus de la raison et de l’éducation. Il voulait généraliser l’enseignement primaire en Virginie : à la fin des années 1770, il souhaitait ouvrir les écoles primaires à tous les enfants libres, garçons et filles. Il imagina un enseignement secondaire gratuit pour les pauvres. Mais ces propositions ne furent pas retenues à cause de leur coût jugé trop élevé pour l'État. C’est sous son premier mandat présidentiel que fut fondé West Point, qui était à l’origine une école d’ingénieurs. En 1819, Jefferson organisa l'université de Virginie et en devint le recteur. Cependant, il préférait la démocratie représentative à la démocratie directe et considérait que tous les Hommes ne sont pas égaux en intelligence. Comme les autres Pères fondateurs, il se méfiait des excès du peuple. La liberté de la presse fut l’un de ses principaux chevaux de bataille. Il l'estimait nécessaire à la bonne marche de la démocratie, à la formation du citoyen et de l'opinion publique.
Concernant la finance, il avait compris l'importance de la souveraineté monétaire de l'État: Je crois que les institutions bancaires sont plus dangereuses pour nos libertés qu'une armée debout. Celui qui contrôle l'argent de la nation contrôle la nation.
Selon Jefferson, l’égalité devait passer par l’abolition du droit d'aînesse, afin d’empêcher la concentration des terres dans les mains des grands propriétaires. Inspiré par les idées de Rousseau, Jefferson rêvait d'une société de petits propriétaires terriens libres et égaux,. Quant à l'égalité politique, elle excluait les femmes, les Noirs et les Amérindiens. Il était persuadé que la démocratie ne pouvait pas s’épanouir si la majorité de la population restait pauvre. Au cours de sa vie Jefferson aura près de 700 esclaves, dont 200 au moins ont travaillé dans la plantation de Monticello. Pour Jefferson, le bonheur fait partie des droits inaliénables de l'Homme, comme la vie et la liberté. Les historiens et les philosophes ont beaucoup débattu sur le sens donné au mot « bonheur ». Il faut sans doute y voir un concept des Lumières, associé au droit de propriété, tel que l'entendait John Locke.
Comme bien d'autres personnalités du XVIIIe siècle, Thomas Jefferson avait des idées qui peuvent sembler contradictoires avec ses actions sur la question de l'esclavage. Ses opinions et ses décisions ont évolué en fonction des événements et de son parcours personnel. Pendant la révolution américaine, Jefferson semblait vouloir supprimer l'esclavage et la traite des Noirs ; mais il n'était pas suivi par le Congrès. Il connut plus de succès en Virginie, qui décida d'abolir le commerce des esclaves en 1778. En 1782, Jefferson fit passer une loi facilitant l’affranchissement personnel des esclaves mais il n'a jamais proposé de loi abolissant l'esclavage aux États-Unis.
Propriétaire de plusieurs centaines d'esclaves, il en a affranchi quelques-uns et en a perdu une vingtaine pendant la Guerre d'indépendance des États-Unis, quand plusieurs dizaines de milliers d'esclaves furent libérés par les Anglais entre 1775 et 1784, la majorité d'entre eux parvenant à s'enfuir définitivement. Il estimait posséder environ 150 esclaves lors de son retour à Monticello en 1794.

Sa correspondance contient des arguments racistes selon nos critères actuels : selon Jefferson, les Afro-Américains étaient inférieurs aux Blancs. En 1791, Benjamin Banneker, un mathématicien et inventeur noir affranchi, envoya à Jefferson un exemplaire de son Almanach, afin de le convaincre sur les capacités intellectuelles des Noirs. Jefferson a été choqué par la révolte des esclaves de Saint-Domingue en 1790-1791 : il suggéra de transporter les Noirs libres au Sierra Leone, en Afrique. À cette époque, il était convaincu que les Noirs ne pouvaient s’assimiler et constate que la question de l’esclavage menace l'unité du nouveau pays. À l'époque, Jefferson était très endetté et ses vues avaient sans doute évolué à cause de sa situation. Dans une lettre datée de 1814 adressée à Edward Coles, Jefferson résume sa position concernant l'esclavage : 

« Mon opinion a toujours été que, en attendant qu'on puisse en faire davantage pour eux, nous devrions nous efforcer, avec ceux que le sort nous a confiés, de les nourrir et de les habiller convenablement, de les protéger des excès, de ne pas leur demander plus de travail que celui fourni volontairement par des hommes libres, et d'accomplir nos obligations à leur égard. »

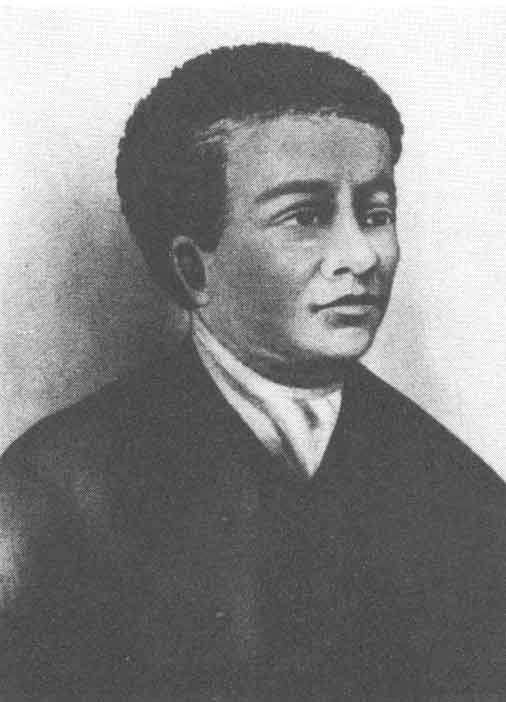
Le mathématicien noir Benjamin Banneker.

De récentes études font penser que Jefferson eut une maîtresse noire, Sally Hemings, qu'il n'a jamais émancipée de son vivant. Les analyses de l'ADN, menées par le docteur Eugene Foster sur les descendants connus de Jefferson et de Sally Hemings, semblent prouver qu'Eston Hemings était bien le fils de l'ancien président et de son esclave noire. La question des esclaves noirs révèle les contradictions de la pensée jeffersonienne ainsi que la part d'ombre de sa vie privée. Passionné par les cultures précolombiennes, Jefferson prit cependant la défense des Amérindiens, qu'il jugeait « doués de raison ». Dans sa deuxième adresse inaugurale en 1805, il dit que les Amérindiens devaient être traités à égalité avec les Blancs, mais il souhaitait également assimiler les indigènes :

« […] La chasse est devenue insuffisante pour la fourniture de vêtements et de nourriture aux Indiens. C’est pourquoi la promotion de l’agriculture et l’industrie à domicile sont essentielles dans leur préservation, et je suis disposé à les aider et à les encourager largement. Ceci les rendra capables de vivre sur des espaces plus restreints et rendra donc leurs vastes forêts sans utilité, sauf pour le bétail […]. »

Pourtant, le président proposait aussi leur transfert à l’ouest, sur les territoires vendus par la France : la plupart des tribus ont refusé, sauf celle des Chickamaugas qui se sont installés au nord-ouest de l’Arkansas. Enfin, Jefferson niait la divinité de Jésus et souhaitait la séparation des Églises et de l'État : dans l'une de ses lettres envoyée à une association baptiste, il évoquait le besoin d’un « mur de séparation » entre l’État et les Églises. Pourtant, la Déclaration d'Indépendance fait clairement référence au Créateur, sans mention d'aucune religion : Jefferson était un déiste éclairé favorable à la laïcité, comme en témoignent ses écrits : « j'ai toujours considéré qu'il s'agissait d'une affaire entre l'homme et son créateur, dans laquelle personne d'autre, et surtout pas le public, n'avait le droit d'intervenir ». Vers la fin de sa vie, il réalise sa propre version du Nouveau Testament, expurgée de la quasi-totalité des éléments surnaturels. Ce petit livre, la « Bible de Jefferson », est exposé au musée national d'histoire américaine.
Peu enclin à l'étude de la théologie, il considérait la croyance comme une affaire personnelle et intime. Contrairement aux autres universités américaines de l’époque, et conformément aux vœux de Jefferson, l’université de Virginie ne donnait pas de cours de théologie. Ses détracteurs ont utilisé son déisme pour lui nuire et l'accusaient de manquer de foi.

### Un collectionneur et un bibliophile passionné
À la manière des humanistes de la Renaissance, Jefferson constitua une collection importante d'objets, qui vinrent agrémenter sa maison de Monticello. Lorsqu'il était en poste à Paris, il fit envoyer en Virginie des livres, des graines, des plantes, des statues, des meubles, des objets d'art, des instruments scientifiques et des dessins d'architecture du Vieux Continent. Jefferson chargea Lewis et Clark de collecter divers objets de l'Ouest américain (peaux d'animaux, cornes, os et artisanat amérindien). Une partie de ces collections sont toujours visibles à Monticello.
Jefferson disposait de la plus importante bibliothèque privée des États-Unis (6 500 ouvrages environ en 1815). Il décida de les vendre à la Bibliothèque du Congrès après l'incendie de celle-ci par les troupes britanniques. Cela lui permit de rembourser une partie de ses dettes. Il mit au point un système de classification original des livres, retenu par la Bibliothèque du congrès. Une grande partie de sa collection est détruite lors d'un autre incendie, en 1851.
On crédite souvent Thomas Jefferson de l'invention des bibliothèques publiques et de la notion de fair use qui leur est attachée.

### Des centres d'intérêt divers
En tant qu'homme des Lumières, Jefferson s'intéressait à de multiples domaines de la connaissance tels que l'éducation, la musique, la linguistique ou la botanique. Il devait en même temps s'occuper de ses terres et de sa propriété.

#### Banque centrale
Jefferson se méfiait des banques centrales et s'opposait aux emprunts publics, qui, selon lui, créaient des dettes à long terme, favorisaient les monopoles et incitaient à la spéculation dangereuse par opposition au travail productif. Dans une lettre à Madison, il soutenait que chaque génération devait réduire toutes ses dettes en 19 ans et ne pas imposer une dette à long terme aux générations suivantes.
En 1791, le président Washington demanda à Jefferson, alors secrétaire d'État, et à Hamilton, secrétaire au Trésor, si le Congrès avait l'autorité de créer une banque centrale. Alors que Hamilton croyait que le Congrès avait l'autorité, Jefferson et Madison pensaient qu'une banque centrale ignorerait les besoins des individus et des agriculteurs et violerait le dixième amendement en assumant des pouvoirs non accordés au gouvernement fédéral par les États. Hamilton réussit à faire valoir que les pouvoirs implicites accordés au gouvernement fédéral dans la Constitution soutenaient la création de la banque centrale, parmi d'autres actions fédérales.
Jefferson utilisa la résistance agraire aux banques et aux spéculateurs comme premier principe définissant un parti d'opposition, recrutant des candidats au Congrès sur cette question dès 1792. En tant que président, Jefferson fut persuadé par le secrétaire au Trésor Albert Gallatin de laisser la banque intacte mais chercha à restreindre son influence.
Après sa présidence, en 1811, Jefferson s'opposa au renouvellement de la banque centrale. Il ganga le vote, et la banque ferma.

#### Architecture
Thomas Jefferson a manifesté un intérêt constant pour l'architecture. Il fut initié à cette discipline par son père dans sa jeunesse et sensibilisé au cours de ses voyages en Europe. Il prenait de nombreux croquis des bâtiments qui l’intéressaient et étudiait l’œuvre de l’architecte Palladio dans les Quatri Libri dont il posséda plusieurs exemplaires. Son séjour en France le mit en contact avec l’architecture romaine (maison Carrée de Nîmes, pont du Gard) et classique (hôtel de Salm). De retour en Amérique, il souhaite créer des édifices qui reflètent ses idéaux républicains et démocratiques. Il contribua à développer le style fédéral dans son pays et à adapter l'architecture néo-classique européenne aux valeurs républicaines nées de la révolution américaine.
Alors qu’il était secrétaire d’État, Jefferson a participé aux travaux de la commission chargée d’établir les plans de la nouvelle capitale Washington D.C. À une autre échelle, il a élaboré plusieurs plans d'édifices situés en Virginie, parmi lesquels sa maison de Monticello, près de Charlottesville. Jefferson contribua également au plan de l'université de Virginie, construite à partir de 1817. Pour le Capitole de Richmond (1785-1796), Jefferson a pris le parti d'imiter la maison Carrée de Nîmes, mais en choisissant l'ordre ionique pour ses colonnes. Il fut secondé par l'architecte français Charles-Louis Clérisseau.

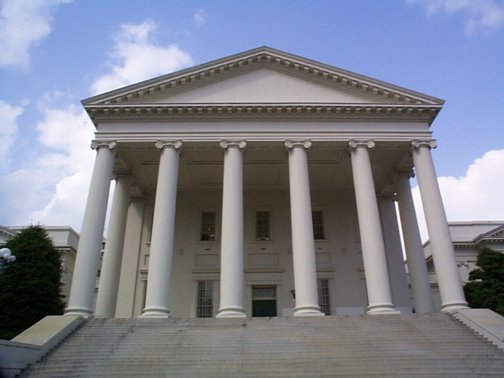
Entrée du capitole de Richmond en Virginie, de style néoclassique, dont le bâtiment fut inspiré par la maison Carrée de Nîmes.
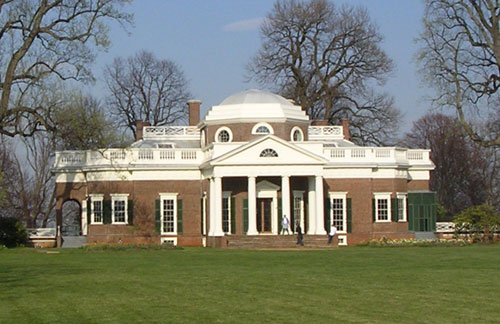
Monticello, maison de maître de la plantation de Jefferson en Virginie.
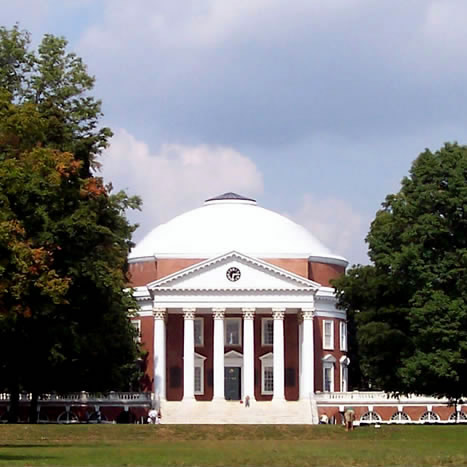
La rotonde de l'université de Virginie, dessinée par Thomas Jefferson.

#### Archéologie
Thomas Jefferson s'intéressait aussi à l'archéologie, une science nouvelle, et les Américains le surnommaient « le père de l'archéologie » en référence aux techniques d'excavation qu'il avait développées. C'est à partir de 1784 que Jefferson décida de fouiller systématiquement les tertres amérindiens de sa propriété en Virginie. Pour comprendre le site, il mit au point une méthode archéologique (la stratigraphie) toujours utilisée par les archéologues : il creusa un fossé autour pour y pénétrer et étudia les différentes couches au lieu d'utiliser la technique prévalant à l'époque, creuser jusqu'à ce qu'on trouvât quelque chose. Les fouilles révélèrent des témoignages archéologiques des Mound Builders.

#### Œnophilie
Jefferson était aussi œnophile et amateur de bonne cuisine. Ainsi, pendant sa présidence, il offrait toujours les meilleurs vins à ses convives. Il aurait introduit aux États-Unis la crème glacée, les gaufres et les macaronis, et le muscat-de-frontignan. Pendant son séjour en tant qu'ambassadeur en France (1784-1789) il fit de nombreux voyages et ramena le meilleur aux États-Unis. Il était convaincu qu'il était possible « de faire de nombreux vins aux États-Unis, pas exactement les mêmes, mais aussi bons ». Il fit pousser de la vigne à Monticello mais elle fut affaiblie par des maladies locales. Jefferson ne put jamais produire du vin comme en Europe.

#### Sciences et techniques

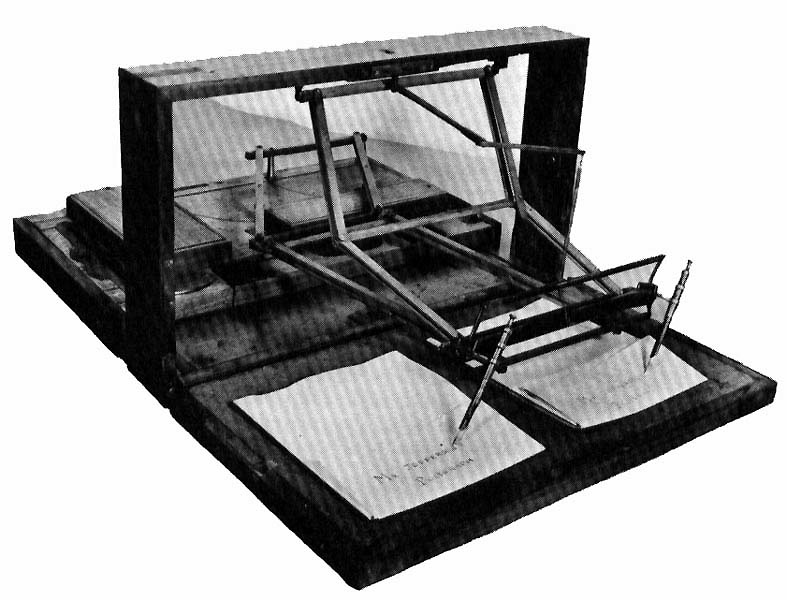
Polygraphe de Jefferson, 1804.

D'une manière générale, Jefferson s'intéressait aux mathématiques, aux sciences et aux techniques. En France, il étudia le canal du Midi. Il s'intéressa notamment à l'amélioration de techniques agricoles : il tenait des carnets de notes agronomiques et correspondait avec l’agronome britannique Arthur Young. Sur son exploitation virginienne, il expérimenta plusieurs rotations des cultures et conçut un versoir universel adaptable sur toutes les charrues. Il se passionnait également pour l'agronomie et cherchait de nouvelles semences pour améliorer les rendements.
Jefferson inventa ou améliora aussi divers objets comme la machine de cryptage à rouleaux, la machine à macaronis, le polygraphe, le cylindre de Jefferson et divers objets (horloges, chaise tournante…) dont certains sont visibles dans sa villa de Monticello. Il participa à l'établissement du bureau américain des brevets (United States Patent and Trademark Office, USPTO), mais défendit une vision restrictive de la notion de brevet, en s'opposant notamment au brevetage des idées.
Il rencontra le naturaliste allemand Alexander von Humboldt en 1804. Il collectionnait et classait les fossiles. Il faisait des relevés météorologiques. Il s'intéressa de près à l'exhumation d'un squelette de mastodonte, trouvé près de Newburgh par Charles Willson Peale.
Jefferson s'intéressait également à la géographie, comme le montre l'expédition Lewis et Clark. Il fut l'instigateur de la loi de 1796 qui cadastre les parcelles vendues aux colons : le découpage se faisait selon le principe d'une grille géométrique qui délimitait des parcelles carrées d'un mile de côté, pour une surface de 256 hectares. Jefferson appliquait ainsi au territoire le rationalisme des Lumières.

#### Écriture

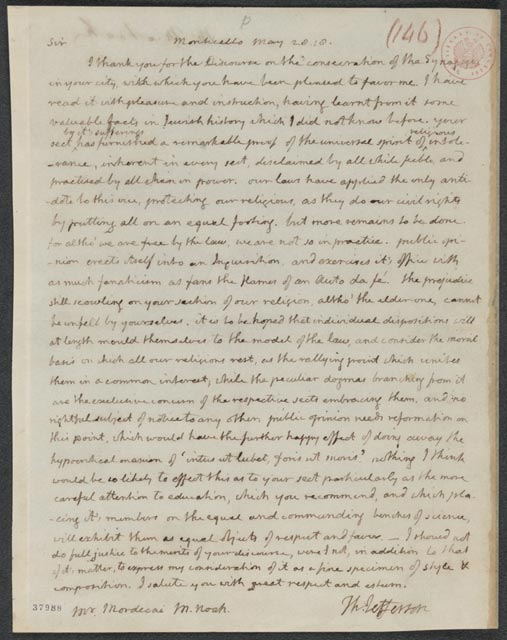
Lettre de Jefferson à Mordecai Noah, 1818.

Jefferson entretenait une correspondance étendue, particulièrement avec des scientifiques : il écrivit plusieurs lettres à Alexander von Humboldt, Condorcet, Jean-Baptiste Say, Joseph Priestley, Edward Jenner ou encore au comte de Buffon. Il gardait et classait ses lettres avec le plus grand soin. Ses amis lui demandaient souvent conseil. Il a également écrit plusieurs témoignages sur les pays qu'il a visités, en décrivant les problèmes économiques et les plus beaux monuments. Ses principales œuvres restent ses pamphlets au moment de la révolution, la Déclaration d'Indépendance, les Observations sur la Virginie et une autobiographie, écrite à la fin de sa vie.

#### Traduction
Jefferson était polyglotte : il avait appris plusieurs langues durant ses études, et avait perfectionné son français lorsqu'il était ambassadeur. Il parlait l'anglais, le latin, le grec, le français, l'espagnol et l'italien. Il lisait La République de Platon dans le texte original et a élaboré la première classification des langages amérindiens.

## Hommages et controverses

### Hommages
Les Américains affirment « vénérer Washington, aimer Lincoln et se rappeler Jefferson ». Selon un classement dressé par des historiens pour le magazine The Atlantic Monthly, il est le troisième Américain le plus influent de l'Histoire, derrière Lincoln et Washington. Pourtant, nombreux sont les hommages rendus au troisième président des États-Unis : 29 comtés et 24 villes (dont la capitale du Missouri, Jefferson City) portent son nom de famille. Jefferson est représenté sur le mont Rushmore. Il a son sommet (plusieurs monts Jefferson), son monument dans la capitale fédérale (le Jefferson Memorial), son effigie figure sur le billet de deux dollars et sur la pièce de cinq cents. Le Jefferson Day est le jour de la fête officielle du Parti démocrate.

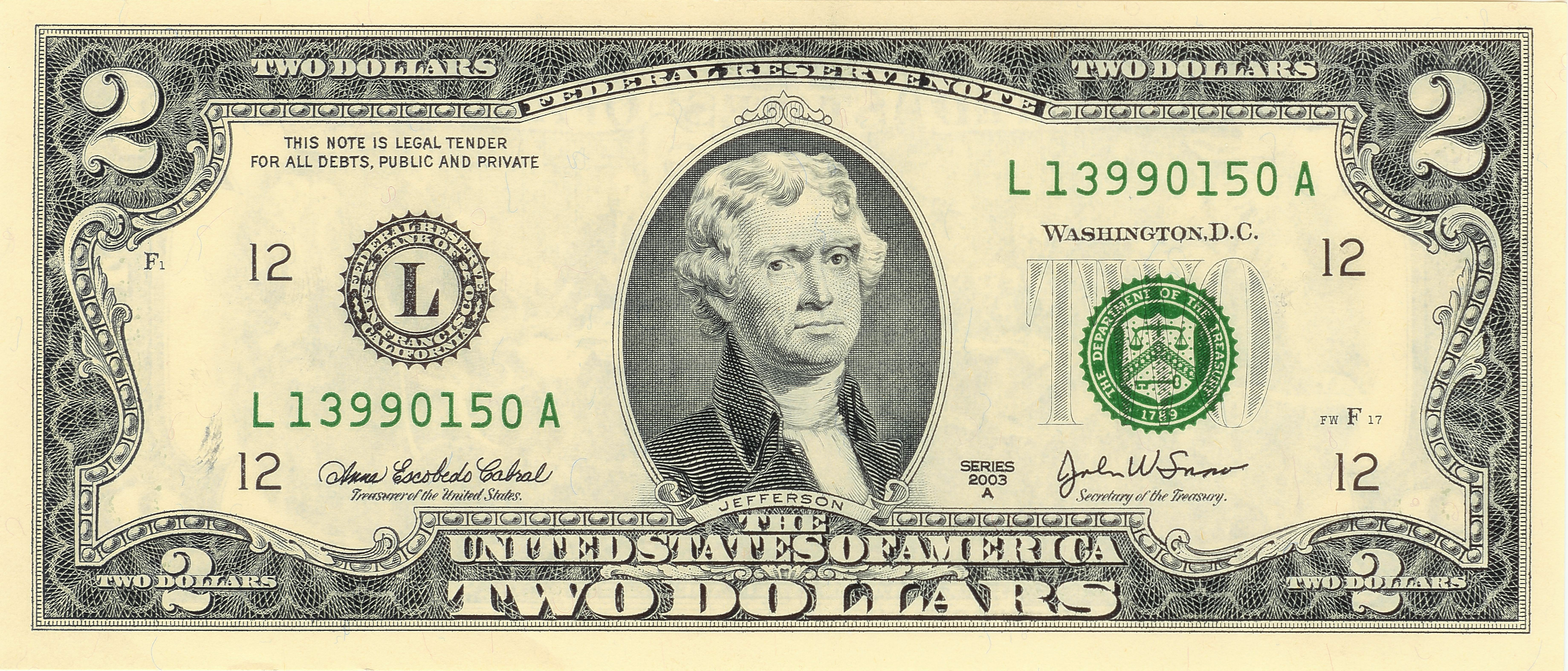
Le portrait de Jefferson apparaît sur les billets de 2 dollars (séries 2003 A).

L'image de Jefferson a évolué dans l'opinion : en France, il demeure moins connu que Benjamin Franklin. Une plaque commémorative se trouve à Paris au coin rue de Berri et des Champs-Élysées pour indiquer la résidence parisienne de Jefferson (cf. plus haut), et une statue inaugurée en 2006 se trouve aux abords de la passerelle Léopold-Sédar-Senghor (quai Anatole-France, Paris, 7e arrondissement). Aux États-Unis, on a d'abord vu en lui un Virginien aristocrate et propriétaire d’esclaves. Il a ensuite été sacralisé pendant le New Deal[réf. nécessaire]. Enfin, on en a fait un homme progressiste, pragmatique, attaché aux libertés fondamentales et apôtre de l’expansionnisme américain, et à Saint-Louis (Missouri), le Jefferson National Expansion Memorial célèbre le départ de l'expédition Lewis et Clark. On n'oublie pas non plus qu'il fut un homme des Lumières, comme en témoignent le laboratoire Jefferson (Jefferson Lab) ou encore le Megalonyx Jeffersoni, un animal disparu. Ses talents d’architecte sont reconnus par le classement en 1987 de l’université de Virginie et de Monticello sur la liste du patrimoine mondial de l’Humanité.
L'astéroïde (30928) Jefferson porte son nom.

### Déboulonnage de sa statue au conseil municipal de New York

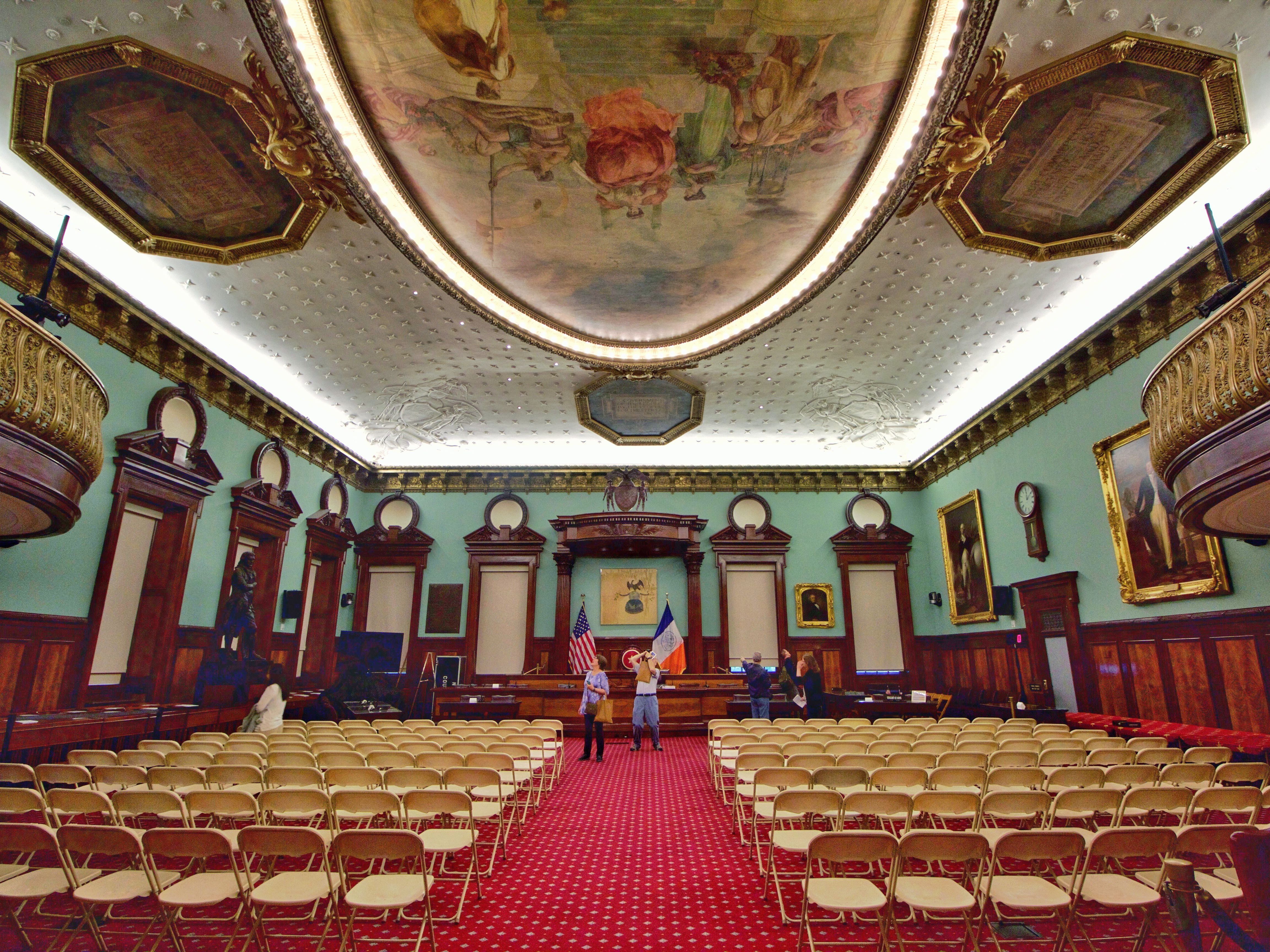
La chambre du Conseil municipal de New York avant le retrait de la statue de Thomas Jefferson.

Aux États-Unis, à la suite du mouvement Black Lives Matter, de nombreuses villes « font le tri dans leurs statues mettant à l’honneur des hommes au passé raciste et esclavagiste » et les déboulonnent. Ainsi, la mairie de New York décide le 18 octobre 2021 de retirer celle de Thomas Jefferson qui trône depuis plus d'un siècle dans la salle du conseil municipal. Ce dernier, qui possédait 600 esclaves dans ses plantations, représente « certaines des pages les plus honteuses de la longue et nuancée histoire de notre pays », selon la conseillère municipale new-yorkaise Adrienne Adams. Cette décision est dénoncée par le site trotskiste wsws.org, qui voit dans Jefferson un représentant de « l'extrême gauche de la révolution américaine ».
La ville reste propriétaire de la statue, mais la prête pour une durée de 10 ans à la Société historique de New York, « pour protéger l’œuvre et offrir la possibilité de l’exposer avec une remise en contexte historique et d’éducation »,.

## Culture Populaire
Le troisième président des États-Unis d'Amérique a été représenté dans des productions mettant en lumière son rôle dans la découverte de l'Ouest, de sa politique égalitrice et de la fin de la traite des esclaves noirs.
- 1916 : The Heart of a Hero d’Emile Chautard avec Charles Jackson.
- 1918 :
  - The Beautiful Mrs. Reynolds d’Arthur Ashley avec Albert Hart.
  - My Own United States de John W. Noble avec P. R. Scammon.
- 1923 : In the Days of Daniel Boone de William James Craft avec Jack Lewis.
- 1924 :
  - America de David Wark Griffith avec Frank Walsh.
  - The Declaration of Independence de Kenneth S. Webb avec Frederick J. Spender.
  - Janice Meredith d’E. Mason Hopper avec Lionel Adams.
- 1925 : Ace of Spades de Henry MacRae avec John Herdman.
- 1931 : Alexander Hamilton de John G. Adolfi avec Montagu Love.
- 1936 :
  - Give Me Liberty de B. Reeves Eason avec George Irving.
  - Hearts Divided de Frank Borzage avec George Irving.
- 1937 :
  - Old Louisiana d’Irvin Willat avec Allan Cavan.
  - The Romance of Louisiana de Crane Wilbur avec Erville Alderson.
- 1938 : The Declaration of Independence de Crane Wilbur avec John Litel.
- 1939 : The Monroe Doctrine de Crane Wilbur avec Charles Waldron.
- 1940 : Howard le révolté de Frank Lloyd avec Richard Carlson.
- 1942 :
  - André et les Fantômes de Stuart Heisler avec Gilbert Emery.
  - The Loves of Edgar Allan Poe de Harry Lachman avec Gilbert Emery.
- 1946 : L'Impératrice magnifique de Frank Borzage avec Grandon Rhodes.
- 1949 :
  - Barbary Pirate de Lew Landers avec Holmes Herbert.
  - John Nesbitt’s Passing Parade, épisode Mr. Whitney Had a Notion de Gerald Mayer avec Erville Alderson.
- 1952 : Hallmark Hall of Fame, épisode Mistress of the White House de William Corrigan avec Fred Warriner.
- 1953 : Cavalcade of America, épisode Experiment at Monticello avec Brandon Rhodes.
- 1954 : You Are There, épisode The Vote that Made Jefferson President (February 17, 1801) de Sidney Lumet avec Cameron Prud'homme.
- 1955 : Horizons lointains de Rudy Maté avec Herbert Heyes.
- 1957 : Williamsburg : The Story of a Patriot de George Seaton avec Frederic Warriner.
- 1959 : Our American Heritage avec Ralph Bellamy.
- 1963 The Patriots de George Schaefer avec Charlton Heston.
- 1970 : Swing Out, Sweet Land de Stan Harris avec Hugh O’Brian.
- 1972 : 1776 de Peter Hunt avec Ken Howard.
- 1975 : Independence de John Huston avec Ken Howard.
- 1976 :
  - The Adams Chronicles de Virginia Kassel avec Albert Stratton.
  - The Patriots de Bob Hankal et Robert Strane avec Robert Murch.
- 1979 : The Rebels de Russ Mayberry avec Kevin Tighe.
- 1986 : George Washington II : The Forging of a Nation de William A. Graham avec Robert Kelly.
- 1987 : Le Gerfaut de Marion Sarraut avec Stéphane Frey.
- 1989 : A More Perfect Union : America Becomes A Nation de Peter N. Johnson avec Scott Wilkinson.
- 1995 : Jefferson à Paris de James Ivory avec Nick Nolte.
- 1996 :
  - Let America Speak de Michael Durling avec William Barker.
  - Gospel of Liberty d’Andrew Gardner avec William Barker.
- 1997 :
  - Reflections On Liberty de Joanne Puckett avec William Barker.
  - Thomas Jefferson de Kenneth Lauren Burns avec Sam Waterston.
  - Liberty ! The American Revolution d’Ellen Hoyde et Muffie Meyer avec Campbell Scott.
  - Lewis & Clark : The Journey of the Corps of Discovery de Kenneth Lauren Burns avec Sam Waterston.
- 1998 : Church vs State de William C. Wagner avec Bill Barker.
- 1999 : Washington : Man and Myth de William G. Wagner avec William Barker.
- 2000 : Sally Hemings : An American Scandal de Charles Haid avec Sam Neill.
- 2015 : Hamilton : An American Musical. Le role de Thomas Jefferson est interprété par Daveed Diggs dans cette comédie musicale de Lin-Manuel Miranda.

### Parodie
Dans la saison 5 d’Epic Rap Battles of History, Thomas Jefferson affronte l’abolitionniste américain Frederick Douglass.